# 阿里山林業鐵路
阿里山林業鐵路（簡稱阿里山林鐵，舊稱阿里山森林鐵路，又別稱阿里山鐵路、阿里山小火車）是位於臺灣南部的高山森林鐵路系統，亦是臺灣第一個重要文化景觀。「阿里山森林鐵路」也是18處臺灣世界遺產潛力點之一。其各路線主要位於嘉義市與嘉義縣境內，但祝山線部分區段則位於南投縣信義鄉。該鐵路乃是日治時代為了將阿里山林場產出之林木向外輸送而建設；林場砍伐業務結束後，客運與觀光成為該鐵路的主要功能。整個系統主要有一條起點自嘉義市嘉義車站、終點在嘉義縣阿里山鄉阿里山車站的主線，以及眾多遍佈阿里山山區的林場線所構成。今日開放客運的部分，包括主線及其部分區間的「神木線」、「沼平線」、一條為觀日而修築的「祝山線」。阿里山林鐵尚有幾條「林場線」是以眠月及東埔兩線為主幹分歧出的幾條支線，不過幾乎已經停用廢棄。
阿里山林業鐵路現為農業部林業及自然保育署所有，惟2008年6月19日至2010年3月22日間曾以委外經營模式（OT）轉由宏都阿里山公司經營（不過宏都另外併入沼平車站、北門車站站區開發案，為BOT模式），2013年5月1日至2018年6月30日由臺灣鐵路管理局代理經營，2018年7月1日林務局成立專責機構收回自營、並將「阿里山森林鐵路」更名為「阿里山林業鐵路」。

## 簡介
在林木開採時期，該鐵路包括一條主線、兩條林場幹線，及眾多由主線及幹線分歧出的作業支線。隨著本路線的觀光化，阿里山森林鐵路包括主線阿里山線以及兩條觀光用支線眠月線及祝山線，主線連結阿里山神木及阿里山火車站的部份又常被稱為神木線。終點站阿里山車站曾毀於921大地震，經數年重建後，新站已經於2007年9月13日開放使用。眠月線於921大地震毀壞嚴重停駛，於2008年5月完成部分路線修復，卻又毀於2009年八八水災。2009年8月8日的莫拉克風災，重創阿里山林鐵本線，全線出現421處毀損，陸續修復後，2015年9月全線試運轉成功，同年9月28日卻又因杜鵑颱風來襲，58公里處出現約55公尺長的大崩塌，42號隧道也毀損導致十字路站與屏遮那站之間無法通行，且復建困難，農委會林務局規劃於既有42號隧道東側興建新隧道，全長約1104公尺，於2019年8月28日通過環評案，2024年7月6日，歷經15年修復阿里山本線（嘉義－阿里山）全線直通復駛。

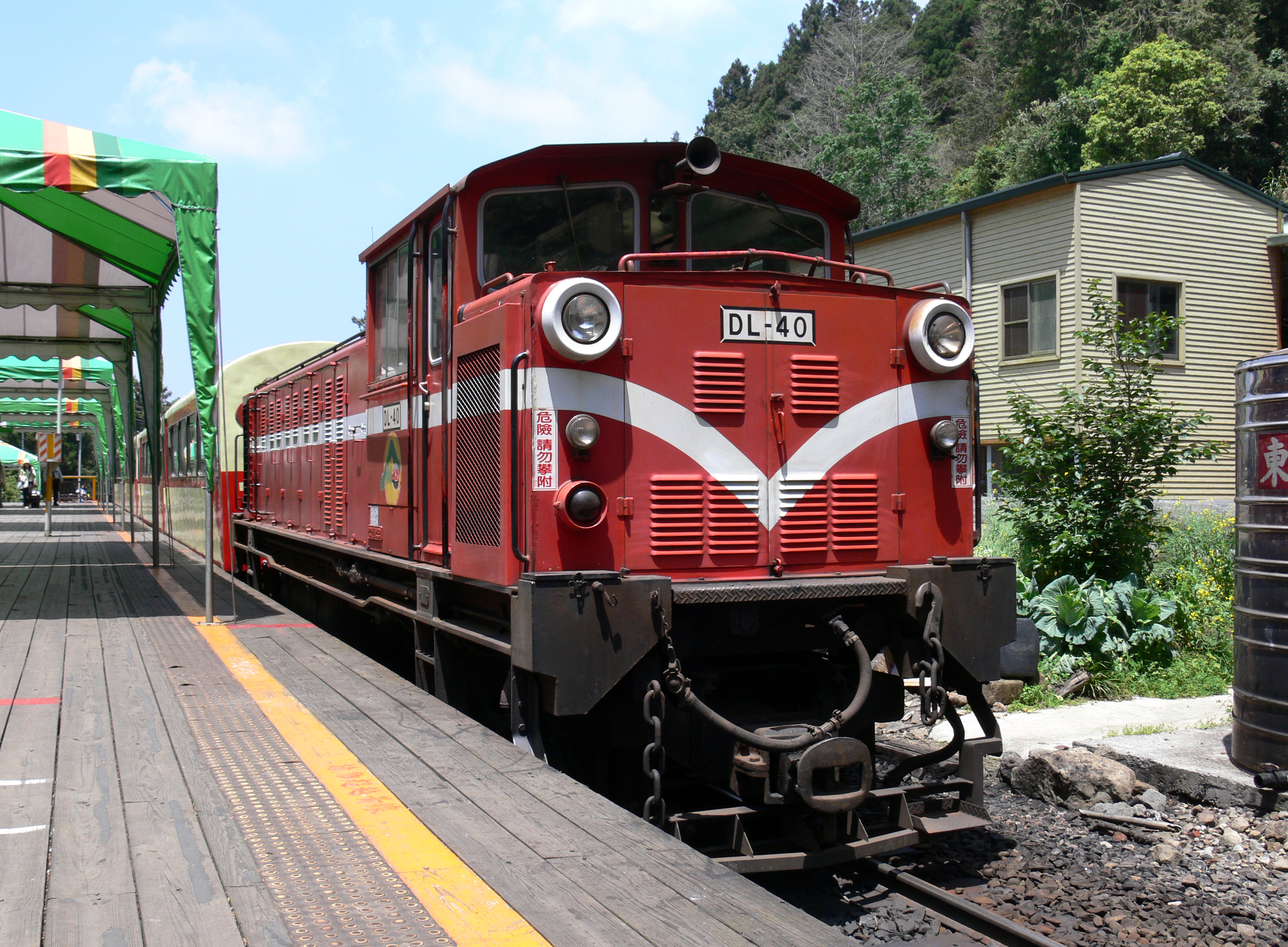
行駛於阿里山林業鐵路的小火車

## 歷史

日本時代阿里山登山列車老照片

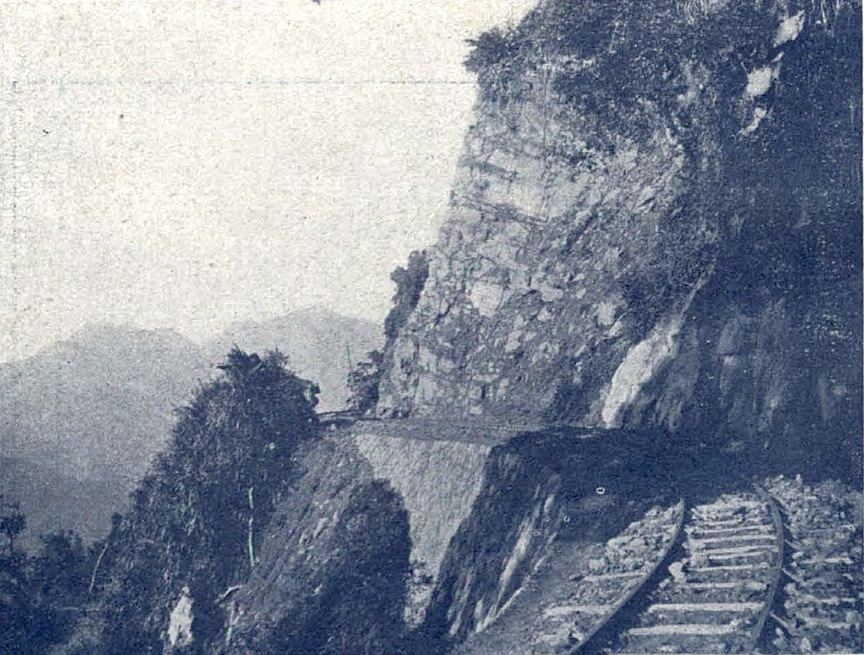
日本時代阿里山鐵道奮起湖附近嶮崖

### 日治時代

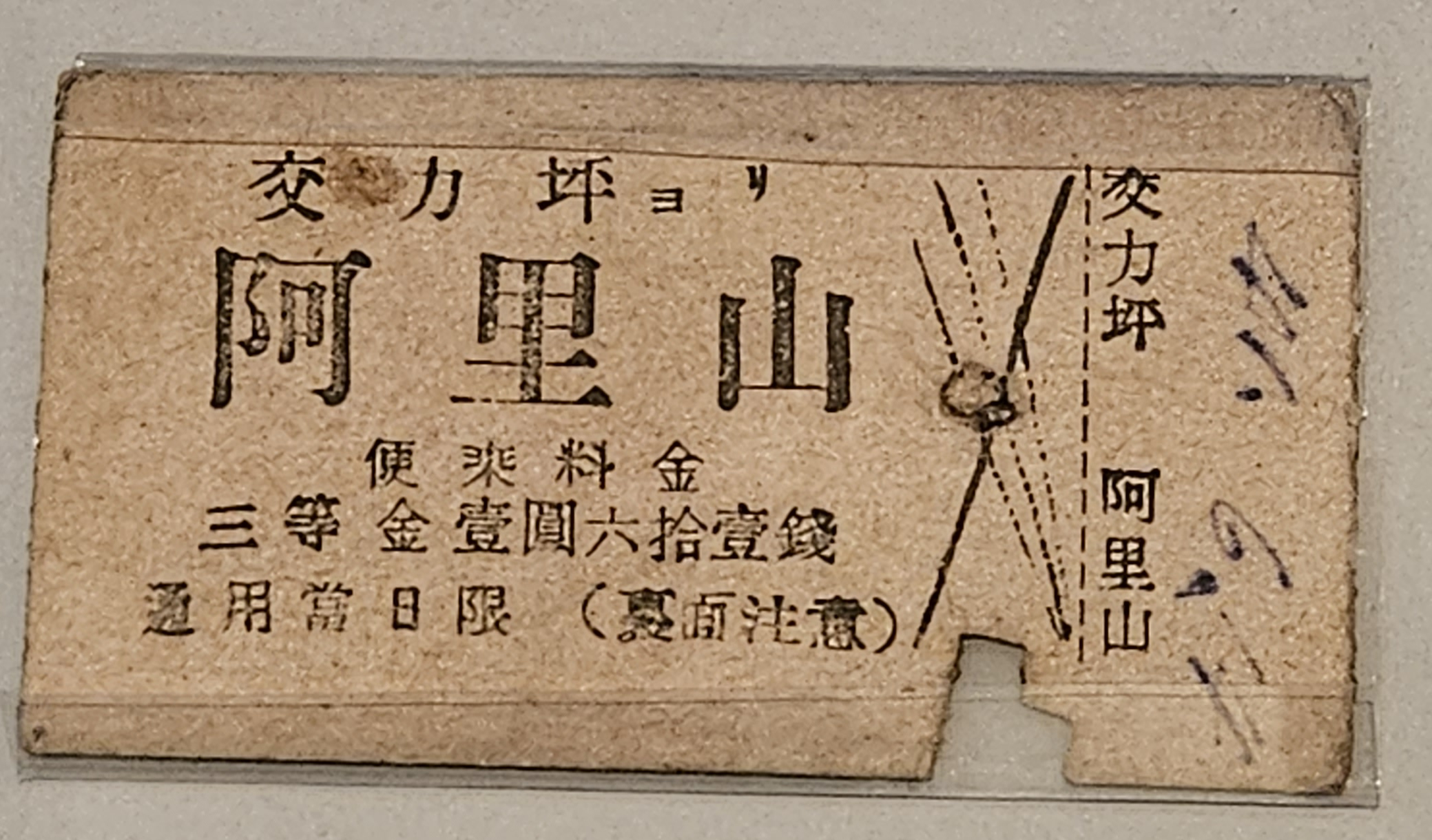
日治時期的車票（交力坪到阿里山）

1895年（明治28年），在《中日馬關條約》簽訂後，日本取得對臺灣的統治權，並開始積極開發當地林業資源。同年，日本當局派遣河合鈰太郎前往阿里山地區進行實地調查。
1899年（明治32年），嘉義辦務署第三課指派石田常平駐紮於今日嘉義縣阿里山鄉的達邦社區，負責監督第一駐在所建設。同年2月，他經十字路抵達二萬坪（今二萬坪車站），發現廣大的檜木林地，並上報嘉義支廳長岡田信興，再轉呈台南縣知事。然而，因其報告內容過於粗略，遂借調台南縣技工小池三九郎接手調查。小池最初從清水溪上溯，後在石田的引導下再度前往十字路附近的檜木林地，展開進一步的實地調查與開發，為後續長期的經營奠定基礎。小池對台灣總督府的報告受到重視，並被正式列為阿里山檜木林的發現者。
1900年（明治33年），臺灣總督府交通局派遣技工調查興建阿里山鐵路的可行性。小笠原富次郎進行森林資源調查，而鐵道部技手飯田豐二則負責探勘鐵道鋪設的可能性。1902年（明治35年），總督府決定採用美式森林開發技術，並確認以鐵道運輸木材為主要方式。然而，在從嘉義至阿里山的路線測量過程中發現，舊有的路線自清水溪上游經石鼓盤、豐山至阿里山，雖然前段平緩，但後段坡度過於陡峭，不利鋪設鐵道，加上當時尚未有索道可替代運輸，最終放棄原路線，重新勘查。
1903年（明治36年），總督府再次指派河合鈰太郎負責阿里山森林的開發與鐵道選線。3月10日，鐵道部技手川津秀五郎開始實測選線，從嘉義（舊稱諸羅山）出發，沿途經竹崎、樟腦寮、獨立山、紅南坑、交力坪、奮起湖至十字路，因整體坡度較為平緩，被選定為新路線。當年除了十字路至屏遮那與獨立山路段外，其餘路線已大致定案。1904年（明治37年），林鐵完成查測，並擬定森林經營大綱，計畫提交日本國內審議。惟適逢日俄戰爭爆發，日本財政吃緊，開發案被迫中止。
1906年（明治39年），阿里山森林開發案改由民營經營，日本國會通過將經營權交由大阪的藤田組。總督府與藤田組簽約後，阿里山林鐵正式開始興建。5月1日，藤田組成立嘉義施工所，鐵道實測隊分成嘉義－竹崎與竹崎－樟腦寮兩段進行測量，分別由川津秀五郎與進藤熊之助負責。7月9日，嘉義－竹崎段開始施工，由吉田組承建，翌年2月竣工。11月1日，竹崎－樟腦寮段動工，12月20日竣工，由吉田組與大倉組共同承建。
1907年（明治40年），2月15日，樟腦寮－獨立山段由大倉組施工，至10月25日完工。3月5日，獨立山－梨園寮段交由鹿島組負責，於10月8日竣工。當鐵道延伸至梨園寮、全長僅30公里時，藤田組已投入超過130萬日圓。至4月20日，藤田組評估若要完成整條鐵道，尚需追加超過150萬元資金。1908年（明治41年）2月11日，藤田組因財力不足，宣布中止阿里山森林開發計畫。至此已耗資1,312,772日圓，工程陷入停頓。
1910年（明治43年），多位日本林業官員視察阿里山林鐵，對工程中止表達遺憾，尤其殖產局長宮尾舜治提出恢復官營的建議。2月12日，日本帝國議會通過「阿里山森林開發官營案」，決議以120萬元補償藤田組（原請求208萬），分兩年攤還，重新接管阿里山林鐵。同年4月16日，總督府成立阿里山作業所，鐵道修築工程重新展開。
1912年（大正元年），阿里山鐵道延伸至二萬坪車站，全長達67.1公里，鐵道主線完工。
1914年（大正3年），路線再度延伸至沼平，阿里山線（主線）正式竣工。1915年（大正4年），鐵道延伸至石猴，該延伸段被稱為眠月線。1918年（大正7年），阿里山鐵路開始辦理客運業務。
在臺灣日治時期，阿里山鐵路主要用於運輸當地出產的高價值木材，如檜木與雲杉，這些木材廣泛應用於神社建造，包括臺灣各地神社以及日本本土的伏見桃山陵、橿原神宮、筥崎宮與明治神宮等。此外，在當地公路尚未通車前，阿里山鐵路亦為沿線聚落的主要交通運輸命脈。

### 戰後至今

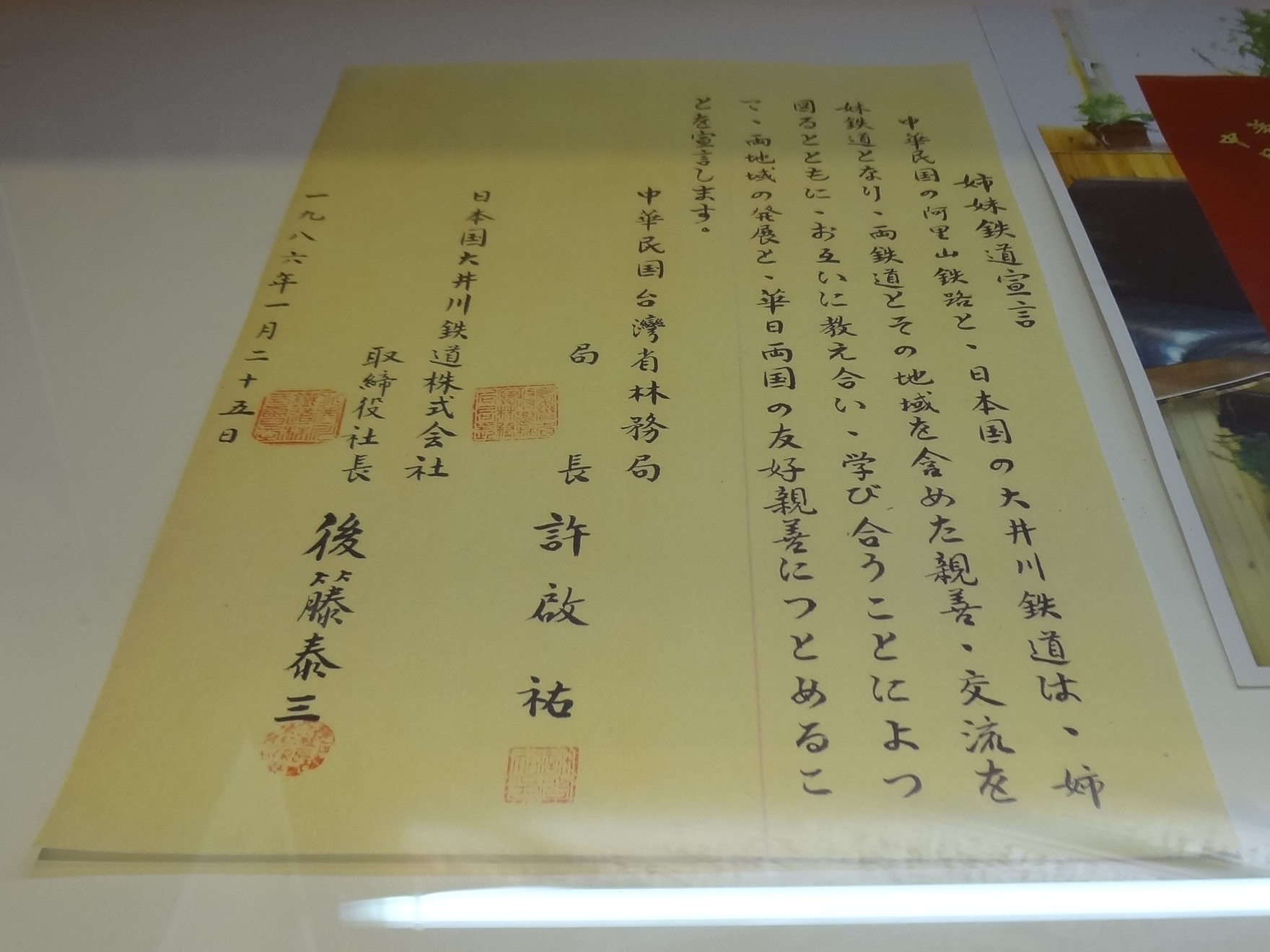
阿里山林業鐵路與大井川鐵道締結姐妹鐵路

- 1945年，二戰結束後，臺灣進入中華民國時代，阿里山森林鐵路轉由林務局嘉義林區管理處管理，全稱為「臺灣省林務局森林鐵路阿里山線」[22]，同時也開始將動力來源從蒸汽轉為柴油。
- 1962年，開始行駛對號快車，為柴油化的先河。
- 1963年，中興號開始行駛。
- 1978年，林場路線停駛，部份路基移作新中橫公路路基。
- 1982年，阿里山公路通車，此後該鐵路營運業績開始大幅縮減。[23]
- 1983年，眠月線復駛蒸氣機車並引起海內外各界矚目[14]。
- 1986年，為杜絕野雞車向上山觀看日出旅客漫天要價之情形，林務局封閉前往祝山之道路並闢建稱為“祝山線”的鐵路路線；此線是該鐵路路線中最為特殊者，因為它只搭載觀賞日出的遊客上下山，其時刻表亦配合日出時間而調整運行時間（後來曾於中午時段開行雲海列車）[10]。
  - 1月25日，阿里山森林鐵路與大井川鐵道舉行姐妹鐵路締結儀式[24]。[書 3][書 2]

- 2003年3月1日14時，由沼平車站開往神木車站，卻在行經神木站前鐵橋時，車務人員沒有將連結機車和客車車廂之間的貫通煞車系統「角旋塞」打開，因此第1節車廂突然出軌，撞上山壁，第2、3車廂則被卡在一旁突出的山壁上，第4節車廂掉落在溪底，列車長立刻以無線電求助，阿里山工作站、山青、地方居民都前往救援，輕傷者也自行爬出車外，但最終仍導致10人當場死亡、7人送醫不治，3月10日恢復通車。
- 2006年6月19日，行政院農業委員會林務局和宏都阿里山公司簽訂《民間參與投資經營阿里山森林鐵路及阿里山森林遊樂區案興建暨營運契約》，林務局委託宏都阿里山公司經營阿里山森林鐵路及阿里山森林遊樂區部分業務。

- 2008年
  - 6月，就在農委會林務局欲將阿里山鐵路經營權移轉給民間的宏都公司經營之時，引發了爭議。環保團體指出，宏都公司現有的30多位火車駕駛，只有9位擁有駕照，又鐵路以國營為原則，移轉民營需先經過交通部的核准，但交通部尚未同意宏都公司的經營，因此環保團體批評林務局置民眾安全於不顧。林務局則回應，鐵路一天一班次、周末兩班次的情況，9位駕駛應該足夠。立委、環保團體、阿里山村民代表對此爭議舉行記者會，痛批林務局「草菅人命」，並主張若林務局堅持非法移轉鐵路經營權，當地的民宿、餐廳業者將連名拒絕接受陸客來觀光。[25]阿里山遊樂區居民亦質疑林務局假民營化之名行賤賣國有林班地和鐵路文化資產之實，而至阿里山車站陳情抗議，並演出火車出軌行動劇。[26]
  - 6月19日，阿里山森林鐵路由行政院農業委員會林務局主管，以OT模式轉由宏都阿里山公司經營。該合約包括了：1.以委外經營模式（OT）接手阿里山森林鐵路及沿線各場站營運。2.以民間興建營運後轉移模式（BOT）於阿里山森林遊樂區內沼平車站旁興建國際五星級觀光大飯店。3.以BOT於嘉義市北門車站原址興建阿里山森林鐵路車站多功能轉運中心。4.許可經營年限33年，期滿交還給政府經營。[27]

- 2010年
  - 3月23日，林務局終止委外經營契約，阿里山森林鐵路由林務局收回自管[28]。

- 2013年

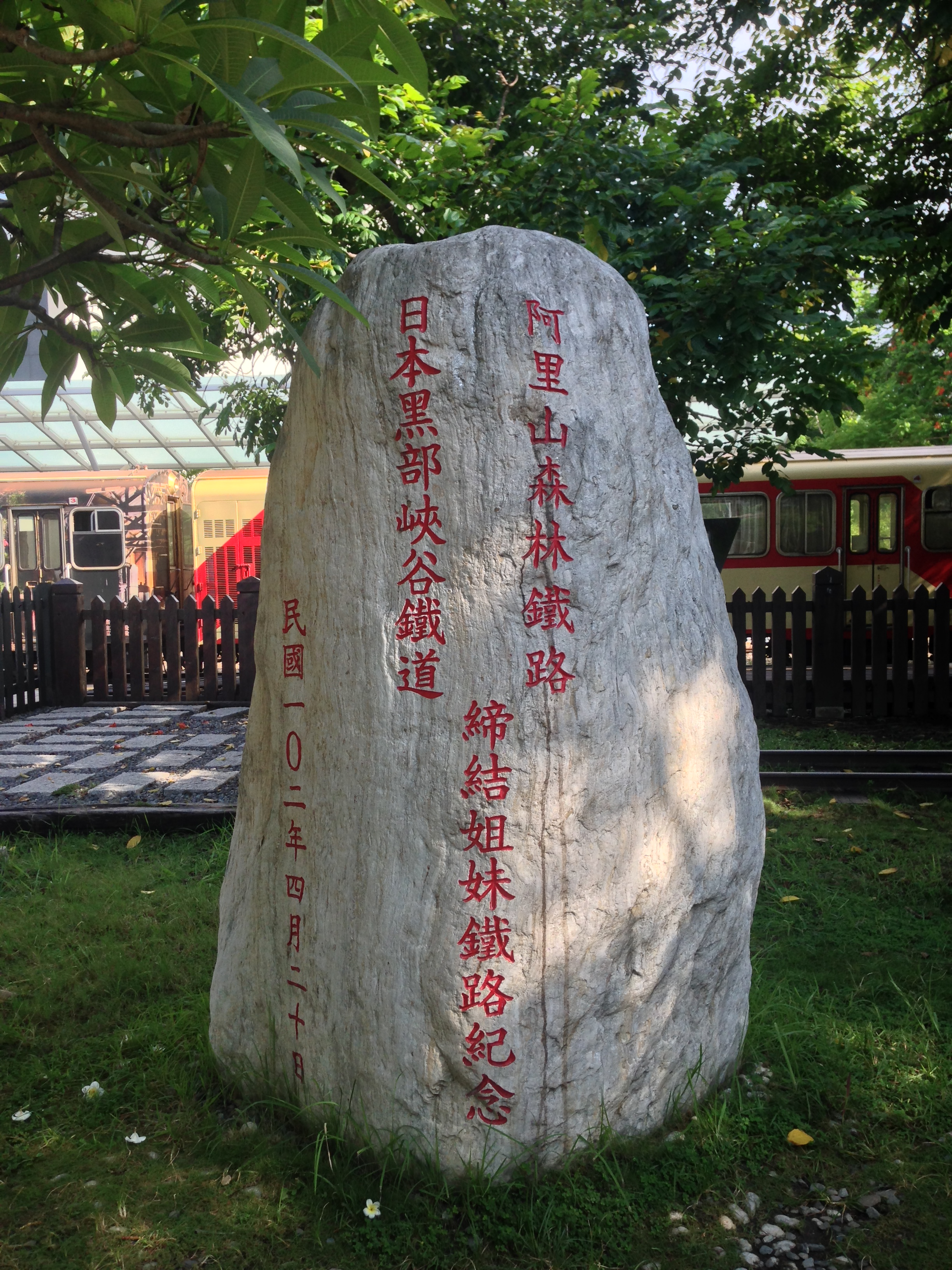
阿里山林業鐵路與日本黑部峽谷鐵道締結姐妹鐵路紀念石

  - 4月20日，阿里山森林鐵路與黑部峽谷鐵道締結為姊妹鐵路[29]。
  - 5月1日，由臺灣鐵路管理局協助林務局營運[30]，但產權仍屬於林務局[31]。
  - 6月27日，臺灣嘉義地方法院一審判決，由於宏都阿里山公司違約，宏都阿里山公司應無償移轉建於北門車站原址的阿里山麗星北門大飯店給林務局。[32]宏都阿里山公司對一審判決不服，提起上訴。

- 2014年
  - 1月27日，阿里山森林鐵路竹崎至奮起湖段復駛[33]。歷經多年頻繁天災及載客率持續下降等問題。
  - 1月28日，臺灣鐵路管理局阿里山森林鐵路管理處正式營運。

- 2016年5月26日，臺灣高等法院臺南分院二審判決林務局敗訴，林務局終止契約確定為無效，從而契約關係仍存在，雙方應繼續履行BOT契約標的。林務局對二審判決不服，提起上訴中。
- 2017年，由於阿里山森林鐵路之經營成本與營運收入持續存有巨大差距[34]，加上林務局與台鐵之自身財務狀況，雙方對於接收經營該鐵路均語帶保留[35][36]，林務局表示與臺鐵共同營運之作法會導致相關單位之內部行政問題，因此雙方最快在2017年3月訂定完成相關移轉計畫並送交行政院核定[37][38]。
  - 7月5日，阿里山線奮起湖至十字路路段復駛[39]。

- 2018年
  - 3月10日，Google在台灣、香港及日本的首頁塗鴉紀念阿里山森林鐵路通車106年[40]。
  - 3月12日，阿里山森林鐵路因故停駛至6月27日才恢復正常營運[41]。
  - 6月27日，林務局強調阿里山森林鐵路即將回歸林務局後隨行移撥的台鐵阿里山森鐵員工待遇「不會低於、只會優於台鐵局」[42]。
  - 7月1日，阿里山森林鐵路回歸林務局並正名為「阿里山林業鐵路」，並成立「行政院農業委員會林務局阿里山林業鐵路及文化資產管理處」負責營運維修管理[43]。

- 2019年
  - 4月9日，阿里山林業鐵路與臺灣鐵路管理局同步啟用台鐵第四代票務系統[13]。
  - 7月，文化部文化資產局以「阿里山林業曁鐵道文化景觀」將阿里山林業鐵路登錄為臺灣第一個國家級重要文化景觀[6]。

- 2021年
  - 5月13日：因應2019冠狀病毒病疫情警戒提升至第二級，僅停靠嘉義、北門、竹崎、交力坪、奮起湖、多林、十字路共7站[44]。
  - 5月18日：因應疫情警戒提升至第三級，全線停駛[45]。
  - 8月10日：復駛，列車僅行駛嘉義至奮起湖，奮起湖暫時為主線終點站[46]。
  - 9月1日：啟用悠遊卡乘車[47]。
  - 11月2日：恢復行駛至十字路車站[48]。

- 2023年
  - 3月31日：行政院農業委員會林務局阿里山林業鐵路及文化資產管理處辦理「眠月線1號明隧道復建工程委託設計監造技術服務」招標工作[49]。
  - 8月1日：隨著農委會升格為農業部，林鐵營運機構改制為農業部林業及自然保育署阿里山林業鐵路及文化資產管理處，同時增設安全管理科[50]。

- 2024年

4月14日因受天候及2024年花蓮地震影響，嘉義至十字路列車停駛一日。5月17日阿里山林業鐵路42號隧道竣工典禮。5月24日宣布利用舊林鐵車廂改造的升級版阿里山林鐵觀光列車「Vivid Express栩悅號」啟用行駛。
歷經15年、動支前瞻預算約新台幣23億元修復及規劃的阿里山本線（嘉義－阿里山），經過交通部鐵道局完成未通車路段臨時檢查相關作業，7月6日全線直通復駛（十字路站至阿里山站恢復通車），新購入的檜木列車「Formosensis福森號」同日啟用行駛，每日提供4班次定期列車服務。福森號與栩悅號2列觀光列車以公開標租委由雄獅旅行社負責規劃及販售鐵道主題遊程6年。
7月27日因颱風凱米帶來的強風豪雨，造成林鐵邊坡土石崩落及倒樹至少89處，本線（嘉義－阿里山）停駛至8月31日。祝山、沼平、神木3條支線，待路線巡檢確認安全後，另行公告復駛時間。7月28日公告阿里山國家森林遊樂區內的祝山、沼平、神木3條支線7月29日上午9時恢復行駛，而本線嘉義-阿里山將持續停駛至8月底。全線116處災害已於日前搶修完畢，定期列車於8月31日恢復全線通行；而鐵道遊程的「栩悅號」、「福森號」將分別於9月6、9月8日復駛。
10月5日，阿里山林業鐵路恢復正常營運。
- 2025年

1月10日，鹿麻產車站恢復客運業務，並於全線復駛後首次進行改點。
8月12日，颱風全線停駛。

## 路線概述

### 伐木時期

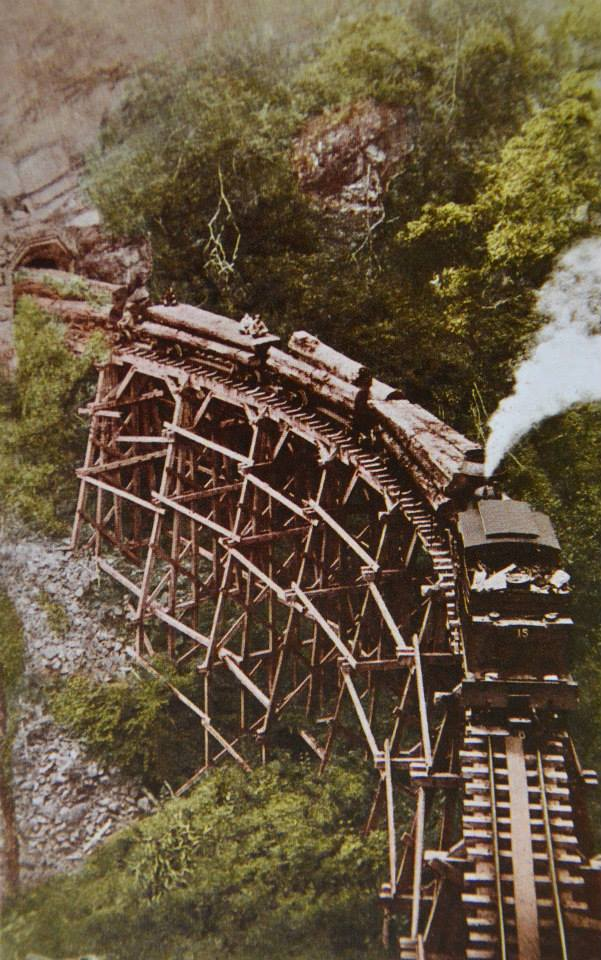
日治時期阿里山林業火車與鐵道

阿里山林業鐵路包括一條主線，兩條林場內幹線，及眾多由主線及幹線分歧出的作業支線。此時期路線概況如下：
- 主線部份，主線阿里山線起自嘉義市嘉義車站、終點在嘉義縣阿里山鄉沼平車站。林場開發早期主線曾分歧出數條短程林場作業支線，今已不存[書 3][書 2]。
- 林場內幹線共有兩條，分別自沼平車站分歧而出。
- 其中一條向北通往眠月，經過松山而終止於烏松坑，其間分歧出數條作業支線，包括塔山裏線、大瀧溪線、大瀧溪上線、大瀧溪下線及大學林線，並以索道連結眠月下線，該下線又分為東西線及仙人洞延線。另外一條則向東南方延伸，一路通往自忠、新高口，途中分歧出香雪山線、於自忠處歧出水山支線（或稱星岡線）、於新高口處歧出霞山線、石山線及東埔線（或稱哆哆咖線），並以索道連結東埔下線[58]。東埔線的終點約為今日東埔山莊的廚房後面。第一條幹線一般稱為塔山線，亦有人稱為眠月線；關於第二條幹線的命名則較為混亂，1932年剛建成由沼平至兒玉（即今自忠）的路線時，稱為兒玉線（林場內以兒玉的日文發音Kodama，將此段支線俗稱為Kodama支線[59]），但隨著後續支線的建立，東埔線、哆哆咖線、水山線及星岡線等原用於支線的名稱也常用以代指本線，分別在不同著作中被使用。戰後由於兒玉改名自忠，故亦有人稱為自忠線。[60][27]其中，東埔線及哆哆咖線較常被用來指稱此幹線。這種支線、主線名稱相互混亂的情形似乎是常態，即使林務局的局務記錄亦要以附註方式加以敘述[61][書 2]。
- 新高口因做為新高山（即玉山）之登山口，是伐木時期客運的終點[62]，亦是1967年興築之玉山林道（以取代東埔線連結楠梓仙溪林道的功能為目地而築[63]）的起點。林道修築完成後，新高口之後的東埔線（或稱哆哆咖線）隨即於1968年底停駛，於1977年至1978年拆除[64][65][66]。

### 結束伐木後
結束伐木後，為了配合觀光需求，於1981年1月將終點站改為新設之阿里山車站。沼平車站亦被稱為「舊車站」，緣由在此。
- 原塔山線之路線，前半段經重整後，成為遊人熟知的觀光支線眠月線。並於該路線中段歧出，新建祝山線鐵道，載送遊客上山觀看日出。兩路線的起點皆設在阿里山車站。本線於塔山站（塔山登山口處）歧出的塔山裏線仍有鐵道保留。而自塔山站歧出的大瀧溪線，目前被用作阿里山縱走豐山（豐阿縱走）的新途徑，部份路段仍可通行。眠月下線改為亞杉坪林道的支線後，曾長期為溪阿縱走的路徑，1996年賀伯颱風後林務局宣佈關閉此縱走路線，921大地震後林道進一步受損。[27]
- 原來的自忠線沒有改為觀光使用，僅起自沼平車站終於水庫神木之部份仍然留存。該路段長期被人傳言將改作觀光使用但無下文[69]，直到阿里山神木倒伏後，才因為其臨近水庫神木（或稱香雪神木、水山神木）而加以整修，並統一稱此長約1.6公里之路段為水山線[27]。由於終點站仍未建成，故本路段迄今仍未作為觀光使用[27]。在水山線終點站預定地之後，原存有水山線一號隧道，唯毀於1992年之水庫崩塌意外，目前只餘遺跡，位置約當台18線90.8K附近。本線於自忠歧出的水山支線（或稱星岡線）目前路基大致完好，其前半已重新整理，成為特富野古道的一部份，可由雪峰派出所旁進入，古道上仍可見斷續存在的林業鐵道[70]。由新高口歧出的霞山線目前仍有山友行走，路軌已幾近全部拆除，但路基仍然大致完好[71]。同樣由新高口分出的石山線則少有資料，僅知仍有隧道留存。[27]
- 自忠線在臨近水庫神木的一號隧道之後至自忠的路段則改建為新中橫公路，僅少量遺蹟留存[27]，台18線92.7k的隧道遺跡或部分橋墩，自忠車站月台遺跡現幾乎被崩塌地吞沒，石山車站目前為石山服務站。自忠之後並未延用舊路基，公路較高而舊鐵道較低[58]。

### 921大地震

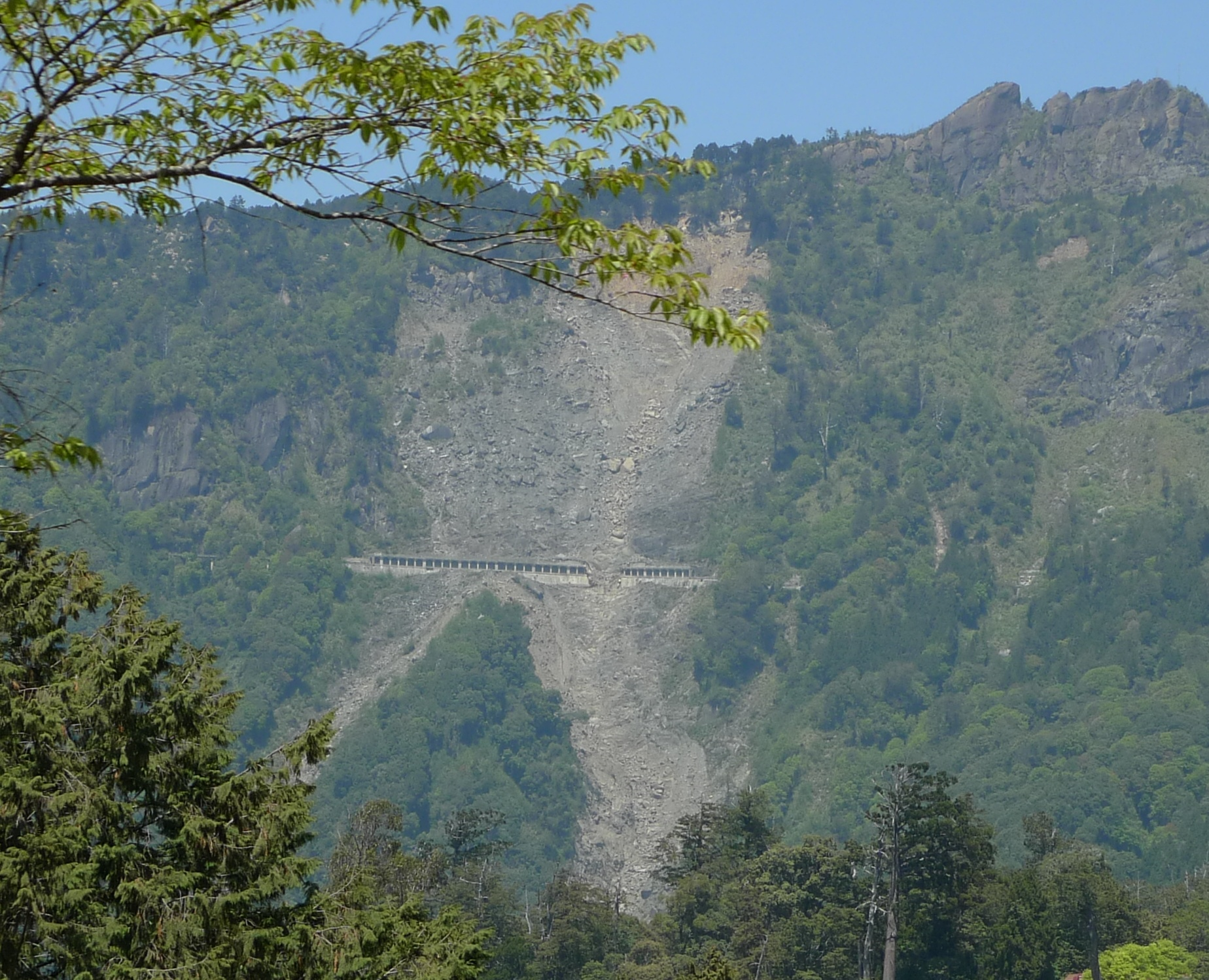
921地震與莫拉克風災造成阿里山眠月支線受損

1999年發生之921大地震對本線造成重大影響，除阿里山車站嚴重損毀必需重建外，眠月線亦在該次地震中受損而無法通行，重要景點「石猴」自頸部斷裂。由於阿里山車站損毀，1999年至2000年間，終點站曾暫時再改回沼平車站。經數年重建後，新站體已經於2007年9月13日開放使用。眠月線於2008年完成部分路線重建，卻又毀於2009年八八水災。

### 八八水災
全線定期列車因八八水災而停駛。2010年6月19日祝山線及神木線復駛，2012年12月23日阿里山線嘉義-竹崎區間復駛。。
阿里山線竹崎-奮起湖區間，於2011年8月30日樟腦寮23K橋梁完工後修復，2014年1月27日舉行通車典禮；奮起湖-屏遮那區間因為嚴重崩塌，採用新奧工法開鑿隧道改線，多林隧道於2013年8月27日貫通，屏遮那隧道於2014年3月27日貫通，於2014年10月底全部完工。為配合第3階段（奮起湖至神木段）復駛所需，辦理招募26名從業人員甄試，於2015年3月1日辦理報到。2015年9月15日完成嘉義北門站至阿里山站通車測試。受颱風杜鵑影響，2015年10月1日於58K未通車路段產生兩處大型災害，造成全線通車延期，直至2024年7月6日才再次全線通車。

## 特色
阿里山林鐵本身及鐵路沿線有許多特色：

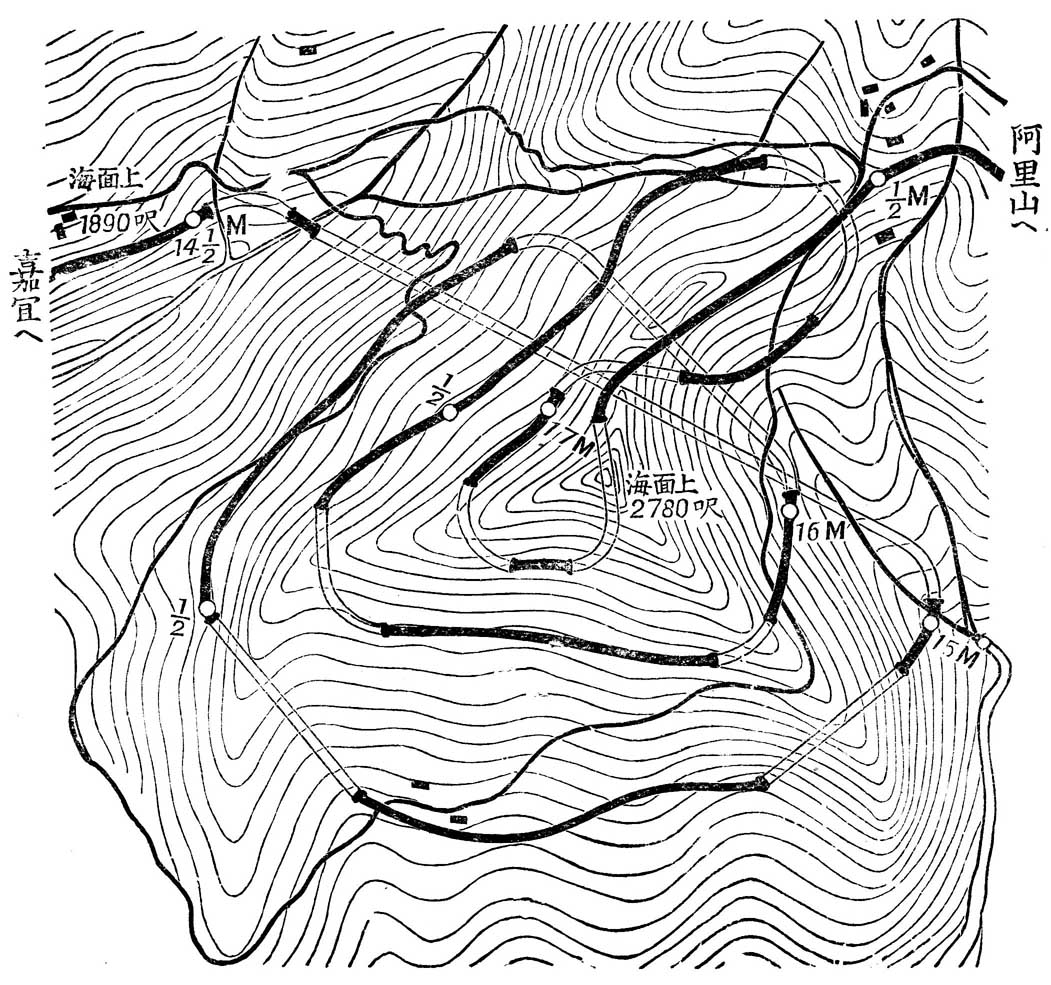
螺旋型環繞獨立山

- 登山鐵路：台灣鐵路管理局舊山線勝興車站一帶，是台鐵的最高點（海拔約400公尺），但遠不及林鐵多處海拔2,000公尺以上。沿線植物從800公尺以下的熱帶林，800至1,800公尺的亞熱帶林，1,800公尺以上的溫帶林，一條鐵路有三種林相變化。鐵路最大坡度6.25%，最小曲線半徑40公尺[8][書 1]。
- 螺旋型環繞獨立山：火車因獨立山在前無法直線行駛，因此以螺旋型右行二圈，最後在山頭以8字型左行一圈離開獨立山，共環繞獨立山三圈約5公里，逐步爬升200公尺，繞山爬昇過程中，會數度看到不同大小的樟腦寮車站。此段路線的極特點在於其路線為迎合山形而建，相較之下其他採用螺旋線鐵路的設計多用人工造橋製成坡面完工，且多僅繞一周[81][書 1]。此路段已獲金氏世界紀錄認證為全球最長鐵路展線[82]。
- 阿里山踫壁：由第一分道起以之字型先前進再後退，行車方向前後轉換三次運轉上山[83][書 1]。
- 機車頭在下山的方向：由於阿里山林鐵的坡度大，為避免上山時連結器負荷過重造成斷裂以及下山時制軔能力減弱，因此機關車是連結在下山的方向，以推進方式運轉上山，客車前方有開窗供車長瞭望路況，以無線電和後端機關車司機員連絡。不過新引進的連控客車和機關車，讓司機員可以在上山端客車直接遠端控制下山端的機關車[書 1]。
過去曾經是在平面段時由機關車在前端牽引，到上山段時（竹崎車站）才把機關車調到後端，但今日已取消此種方式[84][書 1]。
- 阿里山神木群：阿里山林鐵旁有巨大的紅檜群，被稱為阿里山神木群，是僥倖免於被砍伐命運而留下來者。其中位於神木站旁有一株樹齡數千年的紅檜，最早被開發成景觀區，被稱為阿里山神木。此神木在1956年6月7日傍晚時因被雷擊而起火，燒毀了樹幹內部。後來在樹頂內架設箱子栽種紅檜樹苗，象徵世代傳承。1997年7月1日，因風雨而傾倒了三分之一的樹幹，1998年6月29日，因剩餘樹幹傾斜影響安全，於是由嘉義林管處將其放倒在鐵路旁，供人瞻仰[9][書 1]。
- 營運時間最短的祝山線：阿里山林鐵的祝山線，是台灣營運時間最短的鐵路。祇在日出前後載送觀日出的遊客上下山，其餘時間並不營業。[10][85][書 1]。
- 塔山車站是戰前日本最高的火車站（海拔2,346公尺），設有「我國鐵道最高地點 海拔二三四六米」紀念碑。

## 訛傳

### 世界三大登山鐵道訛傳之說
在台灣，阿里山林業鐵道曾數次被冠上一些耀眼卻未證實的頭銜。自1986年1月25日與大井川鐵道締結為姐妹鐵路之後，諸如「世界三大登山鐵道之一」等頭銜開始陸續出現。 到了1990年，林務局森林育樂組重新定義「世界三大登山鐵道」之後，連「世界三大僅存的登山鐵道之一」此一頭銜也開始出現在各大媒體，絲毫不知此說法有著考證不清的疑問存在。此類頭銜的來源可能是「世界登山鐵路三姊妹」之轉化。
1999年二月號鐵道情報即已提出多條登山鐵道之說法，2002年，行政院文化建設委員會完成世界遺產潛力點評選後，為了完成國際說帖，此類頭銜的來源才正式引發質疑：2003年由台灣知名鐵道學者蘇昭旭率先提出更正，事實上，根本沒有一個具足夠國際公信力的單位曾公佈或宣稱阿里山林業鐵路為三大僅存的登山鐵道，而目前仍在運行的山岳鐵道僅計瑞士一地便至少有十七條。而無論是臺灣媒體所指稱的三大登山鐵道中之另兩條鐵道（日本大井川鐵道、瑞士BRB登山鐵路），抑或是1993年7月8日由林務局森林育樂組公佈三大說法（阿里山林業鐵路、印度大吉嶺喜馬拉雅鐵路及智利與阿根廷的安地斯山橫貫鐵路），三大登山鐵路之頭銜皆僅於台灣使用。
雖然此說業已經被考證為誤，但由於在臺灣經已長期使用，難以根除，目前仍隨處可見；包括日本鐵道達人櫻井寬所著《下一站，到哪裡？世界名列車之旅》一書中，仍存有此種說法。

## 路線資料

阿里山林業鐵路路線圖

以下為阿里山林業鐵路各時期的路線資料，部分車站已經廢止。

### 阿里山線
嘉義線，通稱阿里山線，是阿里山林業鐵路的主線（林鐵本線）。路線區間為嘉義＝沼平，全長72.7公里。
現分為本線、神木線、沼平線運營

#### 車站
| 車站編號 | 車站名稱                        | 車站譯名 （小字為舊譯名或其他譯名）        | 海拔 （公尺） | 營業里程 （嘉義起）                              | 營業期                                         | 停靠車輛                                                                     | 備註 |
| -------- | ------------------------------- | ------------------------------------------ | ------------- | ------------------------------------------------ | ---------------------------------------------- | ---------------------------------------------------------------------------- | --- |
| 360      | 嘉義                            | Chiayi                                     | 30            | 0                                                | 1912年10月1日－                                | 1次、2次、5次、8次阿里山號起始站 「檜來嘉驛」檜木列車起訖站                  | 與臺鐵嘉義車站共用第一月台。 |
|          | 榮町                            | Rongding Sakaechō                          | 30            | 0.9                                              | 1933年5月21日－1944年4月1日                    |                                                                              | 日治時期嘉義竹崎間通勤站，後供原木卸車用。 |
| 361      | 北門                            | Beimen Peimen                              | 31            | 1.6                                              | 1912年10月1日－                                | 1次、2次、5次、8次阿里山號 「檜來嘉驛」檜木列車起訖站                        | 目前已遷移至新北門車站。舊北門驛未來將改為林業史蹟展覽館。 列車的整備及維修均在此站旁的嘉義修理工場進行。                                                            |
|          | 盧厝                            | Lucuo                                      |               | 2.9                                              | 1933年5月21日－1944年4月1日                    |                                                                              | 日治時期嘉義竹崎間通勤站（招呼站），當時連接南靖糖廠盧厝線 |
|          | 崎下                            | Qixia Cisia                                |               | 5.3                                              | 1933年5月21日－1944年4月1日                    |                                                                              | 日治時期嘉義竹崎間通勤站（招呼站） |
|          | 灣橋                            | Wanqiao Wanciao                            | 56            | 7.4                                              | 1912年10月1日－1986年1月6日                    |                                                                              | 是由北門出發後第一個經過的鄉村聚落，近期有倡議復站之消息。 |
|          | 朴仔埔                          | Puzipu Puzihpu                             |               | 8.9                                              | 1933年5月21日－1944年4月1日                    |                                                                              | 日治時期嘉義竹崎間通勤站（招呼站） |
| 362      | 鹿麻產 （鹿滿）                 | Lumachan (Luman) Lumachan                  | 82            | 10.8                                             | 1910年10月1日－1982年11月16日、2019年4月16日－ | 1次、2次阿里山號                                                             | 日治時期嘉義竹崎間通勤站（招呼站），台鐵時期有郵輪式列車停過，近年來有修復站房，2019年4月16日改點恢復正班車停靠，並正名為鹿滿站 2023年7月至2025年1月10日間暫停服務。 |
|          | 新竹崎                          | New Zhuqi New Jhuci                        | 116           | 13.4                                             | 1932年6月1日－1982年11月16日                   |                                                                              | 日治時期嘉義竹崎間通勤站（招呼站） |
| 363      | 竹崎                            | Zhuqi Chuchi                               | 127           | 14.2                                             | 1912年10月1日－                                | 1次、2次、5次、8次阿里山號停靠                                               | 舊名竹頭崎 |
| 364      | 木履寮 （木屐寮）               | Mujiliao Muchiliao                         | 324           | 18.9                                             | 1912年10月1日－                                |                                                                              | 無人站 目前僅作為臨時停靠站，一般列車暫不停靠 |
| 365      | 樟腦寮                          | Zhangnaoliao Channaoliao                   | 543           | 23.3                                             | 1912年10月1日－                                | 1次、2次阿里山號停靠                                                         | 僅週日及連假派員 |
| 366      | 獨立山                          | Dulishan                                   | 743           | 27.4                                             | 1912年10月1日－                                | 1次、2次阿里山號停靠                                                         | 僅週日及連假派員 |
| 367      | 梨園寮                          | Liyuanliao                                 | 905           | 31.4                                             | 1912年10月1日－                                | 1次、2次阿里山號停靠                                                         | 無人站 |
| 368      | 交力坪                          | Jiaoliping Chiaoliping                     | 997           | 34.9                                             | 1912年10月1日－                                | 1次、2次、5次、8次阿里山號停靠                                               | 過去曾為每日上、下山列車交會處 |
| 369      | 水社寮 （水車寮）               | Shuisheliao Shueisheliao                   | 1186          | 40.5                                             | 1910年10月1日－                                | 1次、2次阿里山號停靠                                                         | 無人站 |
| 370      | 奮起湖                          | Fenqihu Fenchihu                           | 1403          | 45.8                                             | 1912年10月1日－                                | 1次、2次、5次、8次阿里山號停靠，5次阿里山號停靠65分鐘、2次阿里山號停靠41分鐘 | 本線第一大站，具有休息補給功能 |
| 371      | 多林 （多羅焉） Ngungutu        | Duolin Tuolin                              | 1516          | 50.9                                             | 1912年10月1日－                                | 1次、2次阿里山號停靠                                                         | 無人站，舊名多羅焉、 |
| 372      | 十字路 Sʉa'fʉnʉ                 | Shizilu Shihtsulu                          | 1534          | 55.3                                             | 1912年10月1日－                                | 1次及2次阿里山號列車起迄站                                                   | 無人站 |
| 373      | 屏遮那（平遮那） Heesiana       | Pingzhena Pingchena                        | 1711          | 60.5                                             | 1912年12月25日－2024年7月6日                   |                                                                              | 無人站，舊名平遮那，因受天災導致鐵路改線，本站不再停靠正班車。 |
| 374      | 第一分道                        | 1st Switch                                 | 1827          | 62.7                                             | 1912年10月1日－待考、2017年7月3日－            |                                                                              | 無人站，僅變換方向 |
| 375      | 第二分道                        | 2nd Switch                                 |               | 64.5                                             | 1912年10月1日－                                |                                                                              | 無人站，僅變換方向 |
| 376      | 二萬平 Hehesiana                | Erwanping                                  | 2000          | 66.8                                             | 1912年10月1日－                                | 5次、8次阿里山號                                                             | |
| 377      | 神木 Akʼe fahei                 | Shenmu Sacred Tree                         | 2138          | 69.6 神木線（神木起）：0                         | 1914年－                                       | 僅有神木線列車停靠                                                           | 舊名御神木，然神木因雷擊枯萎，後再經雨水斷裂，最終在1998年被放倒。詳細參見阿里山神木群。                                                                             |
| 378      | 阿里山 （新站） Psoseongana     | Alishan                                    | 2216          | 71.6 神木線（神木起）：1.7 沼平線（阿里山起）：0 | 1981年1月11日－1999年9月21日、2007年9月13日－  | 現在為本線終點站，5次、8次阿里山號、神木線、沼平線、祝山線列車停靠           | 921大地震後拆除重建，於2007年9月13日重新啟用。 |
|          | 阿里山 （臨時站） Psoseongana   | Alishan (Temporary Station)                | 2216          | 71.6                                             | 2003年1月23日－2007年9月13日                   |                                                                              | 921大地震後曾暫時替代阿里山新站作為重建時的代用車站。 |
| 379      | 沼平 （阿里山舊站） Chuchumuana | Zhaoping (Former Alishan Station) Chaoping | 2274          | 72.7 沼平線（阿里山起）：1.3                     | 1914年3月14日－                                | 僅沼平線及祝山線列車停靠。                                                   | 原稱阿里山車站，但阿里山新站落成後改名「沼平」。 |

#### 本線
因莫拉克風災和九二一大地震，列車一度分段復駛營運，2024年7月6日起復駛至阿里山，每日正常發車行駛。

#### 神木線
登山本線的一部分；十字路到神木段因莫拉克風災毀損停駛，直到2024年7月6日才復駛。目前每日仍有班車來回於神木站與阿里山站之間，車程約7分鐘。

#### 沼平線
原登山本線的一部分，目前每日正常發車行駛，班車來回於阿里山站與沼平站之間，每周三加掛檜木車廂，車程約6分鐘。

#### 未來計畫
- 台鐵縱貫線嘉義段高架化計畫後，主線嘉義車站會移至新站房和新月台營運。[96]
- 眠月線修復計畫將以通車至塔山車站為第一階段，再視整體狀況，評估是否繼續後段修復。[97]

### 祝山線
目前每日正常發車行駛，為配合每日的日出時間，阿里山車站會於前一日公告發車時間並預售車票。
| 車站編號 | 車站名稱                    | 車站譯名             | 海拔 （公尺） | 營業里程 阿里山起 | 營業期間                                            | 備註                                                 |
| -------- | --------------------------- | -------------------- | ------------- | ----------------- | --------------------------------------------------- | ---------------------------------------------------- |
| 378      | 阿里山 （新站） Psoseongana | Alishan              | 2,216         | 0                 | 1981年1月11日－1999年9月21日、2007年9月13日－至今   | 眠月線以此站為總站。                                 |
| 379      | 沼平 Chuchumuana            | Zhaoping Chaoping    | 2,274         | 1.3               | 1914年3月14日－                                     |                                                      |
|          | 十字分道                    | Shizifendao          | 2,310         | 2.9               | 1915年－                                            | 無人站，眠月線也經此站。 1986年搬至現址。            |
| 380      | 對高岳 P'oocva              | Duigaoyue Dueigaoyue | 2,350         | 4.9               | 1986年－                                            | 無人站。祝山車站改建工程期間，成為祝山線臨時終點站。 |
| 381      | 祝山 Yuafeofeo              | Zhushan Chushan      | 2,451         | 6.25              | 1986年1月13日－2020年10月14日、2023年11月20日－至今 | 台灣海拔最高車站。                                   |

### 眠月線（塔山線）
原塔山線前段，因九二一地震毀損停駛，又因八八水災重創第一號明隧道，目前正在評估分階段復駛。
2023年3月31日，行政院農業委員會林務局阿里山林業鐵路及文化資產管理處辦理「眠月線1號明隧道復建工程委託設計監造技術服務」招標工作。預計從2025年開始，分三年進行眠月線1號明隧道至塔山站的路線修復工程，整個計畫預計會花費約2.45億元。
| 車站名稱                    | 車站譯名                | 海拔 （公尺） | 營業里程 阿里山起 | 營業期間                                      | 備註                                                     |
| --------------------------- | ----------------------- | ------------- | ----------------- | --------------------------------------------- | -------------------------------------------------------- |
| 阿里山 （新站） Psoseongana | Alishan                 | 2,216         | 0                 | 1981年1月11日－1999年9月21日、2007年9月13日－ | 祝山線也以此站為總站。                                   |
| 沼平 Chuchumuana            | Zhaoping Chaoping       | 2,274         | 1.3               | 1914年3月14日－                               |                                                          |
| 十字分道                    | Shizifendao             | 2,332         | 2.9               | 1915年－                                      | 無人站，祝山線亦經此站。 1986年搬至現址。 歧出塔山裡線。 |
| 塔山 Hohcʉbʉ                | Tashan                  | 2,344         | 5.5               | 1983年2月11日－1999年9月21日                  | 眠月線觀光化後新設之車站 阿里山（沼平）起4.2km           |
| 眠月 Tei'ana                | Mianyue                 | 2,303         | 8.0               | 1983年2月11日－1999年9月21日                  | 眠月線觀光化後新設之車站 阿里山（沼平）起6.7km           |
| 石猴 Suo'caha               | Shihou The Stone Monkey | 2,318         | 9.26              | 1915年－1999年9月21日                         | 無人站                                                   |
| 烏松坑                      | Wusongkeng              | 不詳          | 15.26             | 1917年－1980年                                | 無人站，自伐木工作結束後廢止                             |

### 水山線（東埔線）
原林場線東埔線、自忠線前段，目前停駛，暫無復駛計畫(僅林鐵之公務列車會駛入)，現規劃成登山步道。舊時為香雪山線，現稱水山線、水山支線，與日本統治時代的水山線不同（舊時水山線也稱星岡線，即特富野古道）。區間為沼平至水山巨木前 。日治時代1932年8月12日，在阿里山起5公里處增設東山車站（香雪山站），為無人站。
| 車站名稱            | 車站譯名          | 海拔 （公尺） | 營業里程 沼平起 | 營業期間        | 備註               |
| ------------------- | ----------------- | ------------- | --------------- | --------------- | ------------------ |
| 沼平 （阿里山舊站） | Zhaoping Chaoping | 2,274         | 0               | 1914年3月14日－ |                    |
| 水山                | Shuishan          | 2,320         | 1.6             | 2004年－停駛    |                    |
| 東山                |                   |               | 5               |                 |                    |
| 兒玉(自忠)          |                   |               |                 |                 | 歧出水山線         |
| 新高口              |                   |               |                 |                 | 歧出石山線、霞山線 |
| 東埔                |                   |               |                 |                 |                    |

### 日治時期路線一覽
| 線名       | 起訖站           | 里程                                    | 最大坡度          | 橋樑數（總長）  | 隧道數（總長）  | 線別       | 備註 |
| ---------- | ---------------- | --------------------------------------- | ----------------- | --------------- | --------------- | ---------- | --- |
| 阿里山線   | 嘉義—沼平        | 71.9km                                  | 6.67%             | 114             | 55              | 營業線     | 嘉義-竹崎（14.2km）為平地段                                                                                 |
| 塔山線     | 沼平—眠月—烏松坑 | 8.0km（沼平—眠月） 6.0km（眠月—烏松坑） | 3.3%（沼平—眠月） | 34（沼平—眠月） | 13（沼平—眠月） | 專用線     | 又名眠月線 石猴站以前鐵軌大致完整，除部分崩塌外。 石猴站以後仍有鐵軌遺跡，惟已嚴重損毀。                    |
| 塔山裏線   | 塔山線2K—終點    | 3.4km                                   | 3.0%              | 0               | 1?              | 專用線     | 塔山線之支線。大塔山登山口起，尚存部分鐵軌，戰後僅存0.86km。                                                |
| 塔山南線   |                  | 3.2km                                   |                   |                 |                 | 專用線     | 塔山線之支線                                                                                                |
| 大壠溪線   | 塔山—大壠溪      | 2.43km                                  | 3.0%              | 7               | 7               | 專用線     | 塔山線之支線                                                                                                |
| 大壠溪上線 |                  |                                         |                   |                 |                 | 專用線     | 大壠溪線之支線                                                                                              |
| 大壠溪下線 |                  |                                         |                   |                 |                 | 專用線     | 大壠溪線之支線                                                                                              |
| 大學林線   |                  |                                         |                   |                 |                 | 專用線     | 塔山線之支線                                                                                                |
| 眠月下線   | 鹿堀—            | 15.3km                                  |                   |                 |                 | 專用線     | 和塔山線以索道連結 分為東西線與仙人洞延線                                                                   |
| 兒玉線     | 沼平—兒玉—新高口 | 10.7km                                  | 2.0%              | 30              | 4               | 不定期營業 | 舊稱兒玉線，又名水山線、東埔線、哆哆咖線，戰後改稱自忠線 現存大部分路基改建為省道台18線，殘留部分隧道遺址。 |
| 香雪山線   |                  | 2.1km                                   |                   |                 |                 | 專用線     | 兒玉線之支線（今俗稱之水山線步道）                                                                          |
| 水山線     | 兒玉—星岡        | 5.2km                                   | 0.8%              | 59              | 0               | 專用線     | 又名水山支線、星岡線 兒玉線之支線。目前改建為特富野古道，殘存部分鐵軌。(非現今觀光化之支線)                 |
| 霞山線     | 新高口—          | 8.0km                                   |                   |                 |                 | 專用線     | 兒玉線之支線                                                                                                |
| 石(水)山線 | 新高口—          | 4.0km                                   |                   |                 |                 | 專用線     | 兒玉線之支線。僅存路基，旁有石山引水道。                                                                    |
| 東埔線     | 新高口—哆哆咖    | 9.3km                                   | 3.3%              | 49              | 0               | 專用線     | 又名哆哆咖線 兒玉線之支線                                                                                   |
| 東埔下線   |                  | 6.1km                                   |                   |                 |                 | 專用線     | 原本由新高口出發下切，東埔線通車前夕前段坍塌，後段和東埔線改以索道連結                                      |

## 營運概況
| 年分 | 本線（嘉義—十字路） | 阿里山森林遊樂區內支線 | 總旅客人數 |
| ---- | ------------------- | ---------------------- | ---------- |
| 103  | 149,920             | 1,831,147              | 1,981,067  |
| 104  | 161,527             | 1,783,861              | 1,945,388  |
| 105  | 172,987             | 1,465,152              | 1,638,139  |
| 106  | 185,313             | 1,178,869              | 1,364,182  |
| 107  | 113,777             | 992,560                | 1,106,337  |
| 108  | 202,248             | 1,027,941              | 1,230,189  |
| 109  | 201,746             | 801,441                | 1,003,817  |
| 110  | 130,365             | 519,663                | 650,028    |
| 111  | 195,947             | 735,467                | 931,414    |
| 112  | 248,395             | 960,834                | 1,209,229  |

## 鐵路車輛

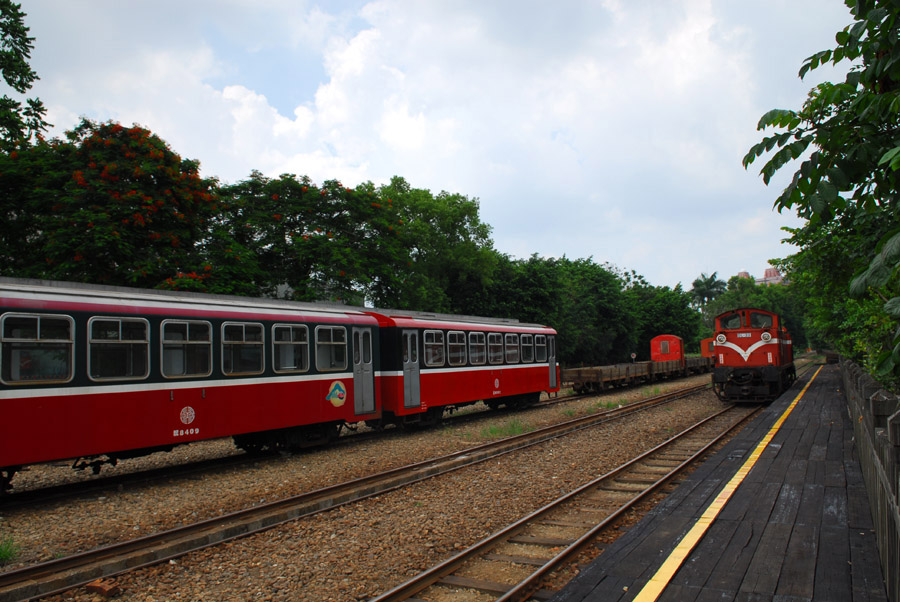
停在嘉義北門站區內的機關車與車輛群

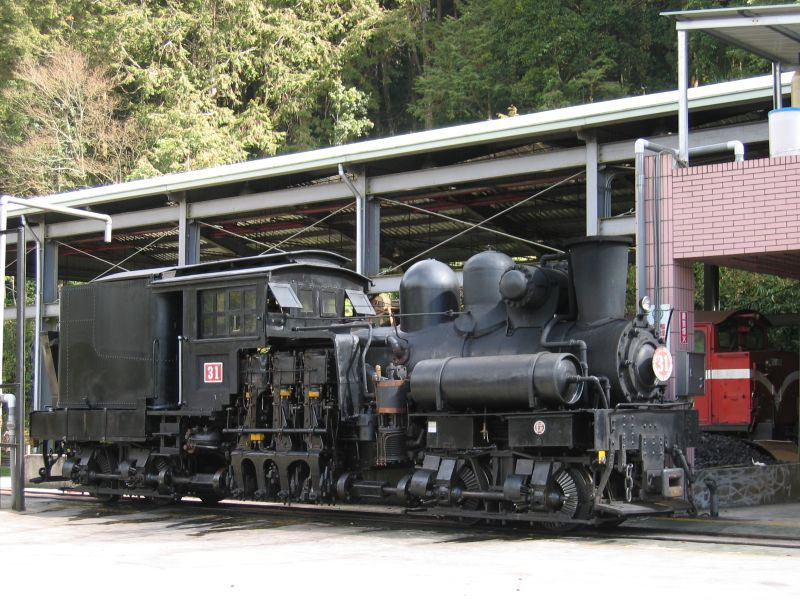
可動態運轉的28噸級31號蒸汽機關車

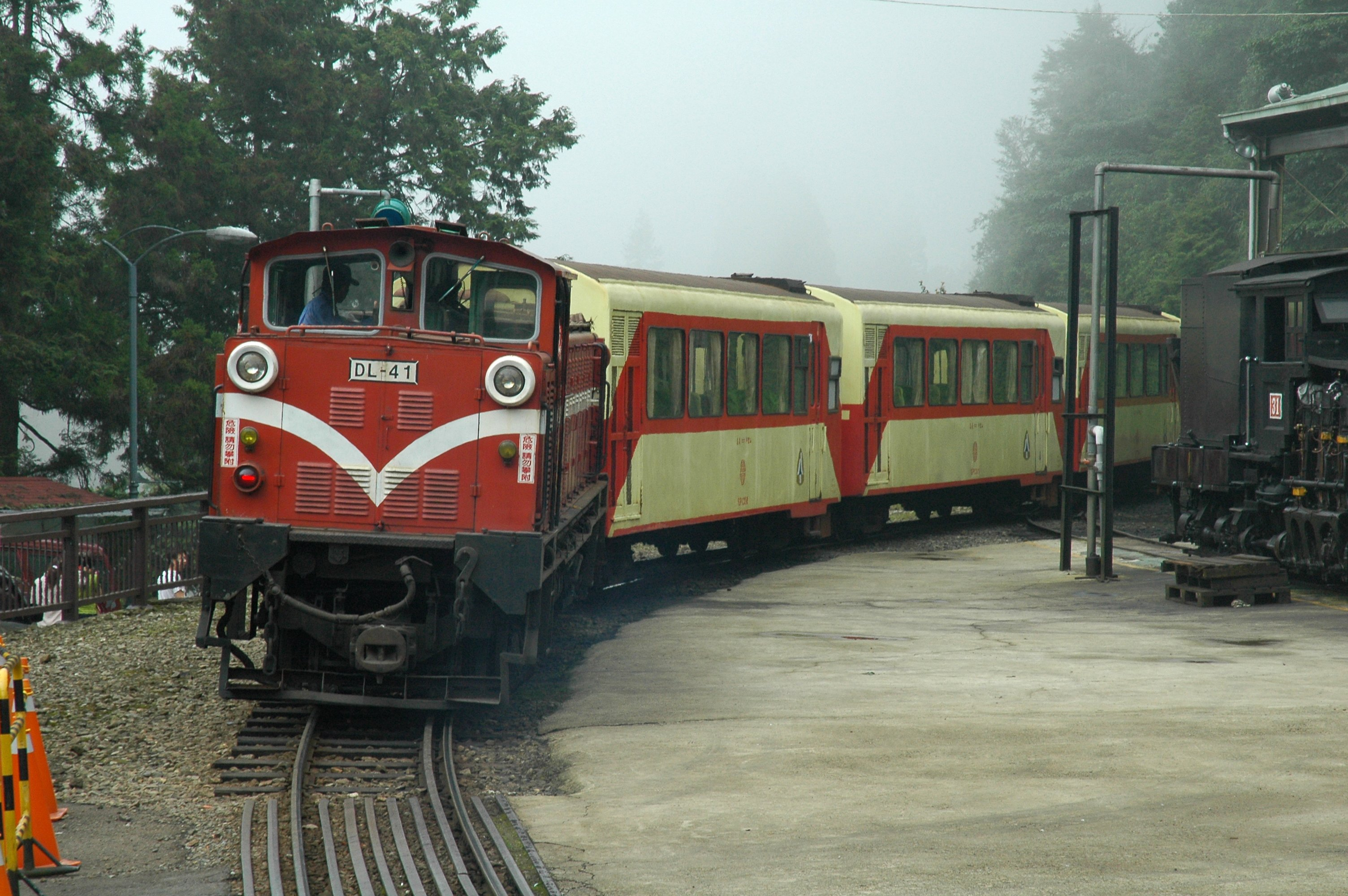
阿里山號與第六世代28噸級柴油機關車

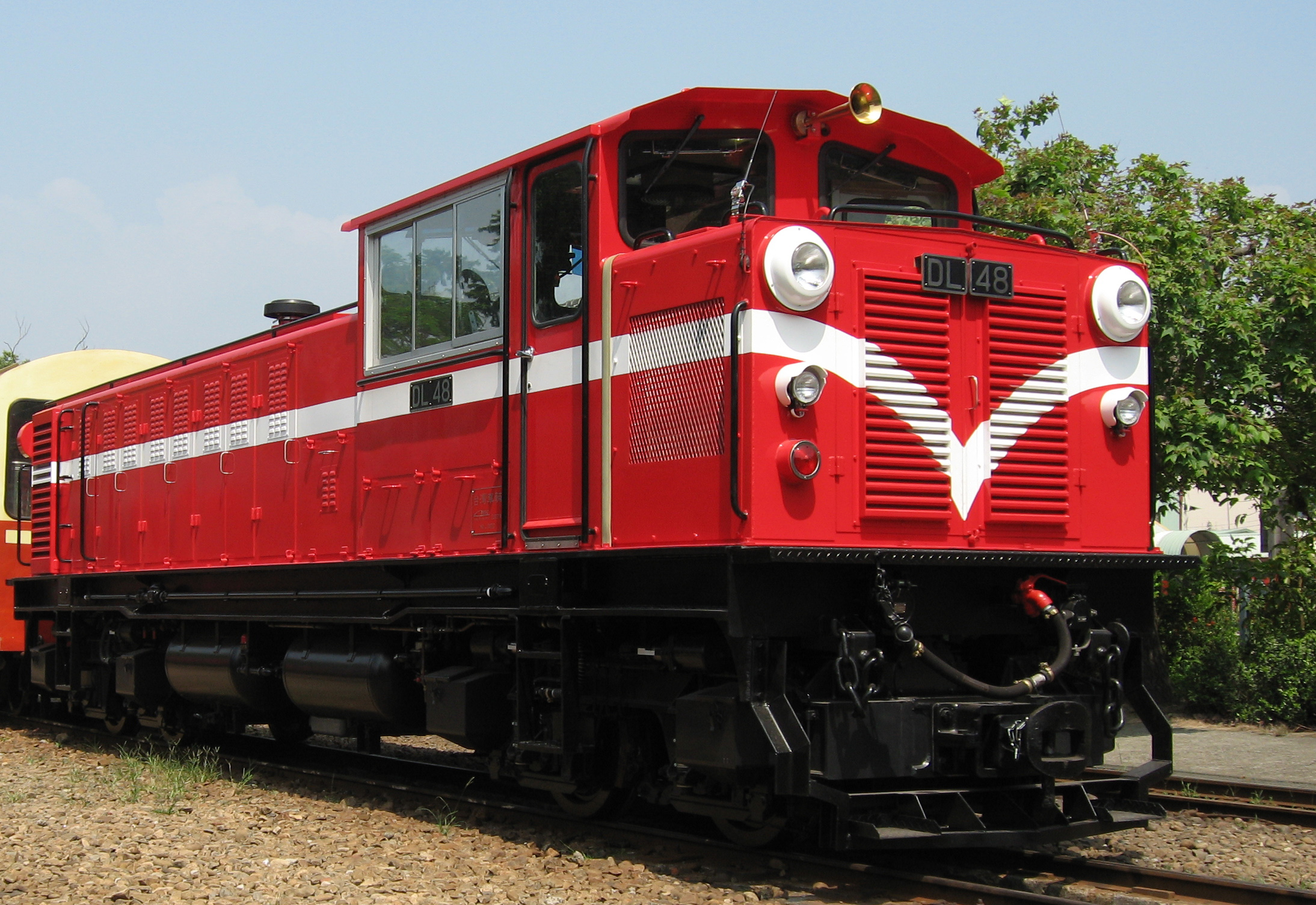
第七世代最新式的28噸級柴油機關車

### 動力車輛
- 蒸汽機車：1907年，阿里山林鐵仍興建時，從美國的LIMA廠引進一輛13噸的蒸氣機車（以下簡稱蒸機）。與一般的蒸機不同的是，它的汽缸是直立式的，且使用傘形齒輪，這兩種特殊的設計是為了林業鐵路的需要。阿里山林鐵通車後，陸續LIMA廠引進了8輛18噸級的蒸汽機車、12輛28噸級的蒸汽機車，這些全都同樣是直立式汽缸及傘形齒輪的設計，這些型式的蒸汽機車又稱為Shay式蒸汽機車。除了平地段（嘉義到竹崎），施工期間另有1輛日本川崎造船兵庫廠製及2輛英國Barclay廠製的蒸汽機車外，其餘都是LIMA廠Shay式的天下。[105][書 7]

- 柴油機車：1926年，為了林場線的需要，從日本引進一輛加藤製作所（Kato）製造的7噸內燃機車，這是可考證到的阿里山林鐵第一輛柴油機車。但真正以柴油機車入主是在1953年起，日本的新三菱重工（今三菱重工）製造的柴油機車是第一批被引進阿里山林鐵以取代蒸汽機車的內燃機關車，陸續從同一公司引進了14輛。於1977年從西德奧倫斯坦科佩爾公司（英语：Orenstein & Koppel）（簡稱O&K公司）引進3輛德製內燃機關車。再從日本的日本車輛製造引進六輛內燃機車，至此蒸氣機車幾乎不再行駛。[書 7]

- 動力客車：1963年3月20日起，從日本車輛引進的柴油動力客車開行，命名為“中興號”。中興號動力客車從1960年代一直到1980年代，是阿里山林鐵從產業鐵路轉型為觀光化鐵路的功臣之一。到1990年1月全面停駛。[書 7]

### 非動力車輛
客車
- 中興號拖車：1966年引進由台灣鐵路管理局台北機廠承製的10.5噸客車車廂，連掛在中興號動力車兩輛之間使用。在1971年6月及1980年3月，分別從日本車輛及台北機械廠引進11噸的客車車廂，也都同樣與中興號動力車輛搭配使用。[書 7]
- 光復號：1973年1月1日起營運，製造廠分別有日本車輛及台北機械廠，到1982年10月1日，因阿里山公路通車而停駛。[書 7]
- 阿里山號：是阿里山林鐵首次有安裝冷氣機的客車，從1984年1月27日起營業至今，由台北機械廠製造。[書 7]
- 祝山線客車：1994年-1996年之間投入使用，由台灣省農工嘉義機械廠製造。為祝山線、眠月線、神木區間線專用車。[書 7]
- 檜木列車：2005年開始服務，運用神木線、沼平線及阿里山線的嘉義站、鹿麻產站及竹崎站間。[書 7]每逢週末行駛嘉義-北門「檜來嘉驛」限時列車。
- 冷氣中興號客車：新造阿里山號同型車廂，但座椅配置改為長條椅，平時會連掛一輛阿里山號身障車廂。
- 福森號：2023年完工，2024年7月投入營運，[106]，委由雄獅旅遊負責規劃遊程及販售套票（6年）。
- 栩悅號：從既有阿里山號車廂改造，委由雄獅旅遊負責規劃遊程及販售套票（6年）。
- 另外因旅客數增多，也曾有利用運材車及平台車等貨車改造為客車使用。[書 7]

貨車
- 運材車：阿里山林鐵早年是用來運輸林木，所以運材車是主力貨車車種。但不再運輸林木之後，運材車除了改造為其他用途車輛外，有不少被報廢。[書 7]
- 蓬甲車：是有蓋貨車，曾用來搭載參加救國團活動的成員；有車長室的稱為守甲車。目前已少見。[書 7]
- 平甲車、平守車：是目前阿里山林鐵用來工程施工用的車。[書 7]
- 罐車：有油罐車及水罐車兩種，油罐車用來載運燃油，水罐車在早年載運蒸氣機車所需的水，也充作消防水車用。[書 7]

## 事故列表
- 1978年4月30日：在多林和十字路間，嘉義起點54.6公里處列車超速且超載造成翻覆。當時全列車載有250餘人，有20餘人輕重傷[書 3][書 2]。

- 1981年4月24日：發生隧道坍方壓毀列車事故，造成9死13傷慘劇[書 3][書 2]。

- 1985年5月2日：載運砂石工程列車在交力坪和水社寮間，嘉義起點36.26公里處出軌撞上山壁，車長殉職。受損的DL-32內燃機車於1993年8月23日北門修理工廠大火中遭到焚毀而拆解[書 3][書 2]。

- 2001年12月23日：首班祝山線列車在十字分道車站疑似因為轉轍器鬆動造成列車出軌，8人受傷[107]。

- 2003年阿里山小火車翻覆事故：2003年3月1日，14點由沼平車站開往神木車站的列車，疑似因為煞車系統故障，列車失控於14:09時在彎道處撞上山壁。該列車有四節車廂，第一節撞上山壁、第二節和第三節卡在山壁上，呈現45度及75度的大角度傾斜，第四節則掉落溪底。此事故造成17人死亡、205人輕重傷，是阿里山森林鐵路通車以來最慘重事故。事後調查發現發車前列車長、檢車士、司機員和司機工都未發現煞車系統中用以貫通機車和車廂的氣閥（角旋塞）未打開，機車的煞車系統無法對車廂作用而導致列車超速造成此慘重事故[108][109][110]，事故地點現建立了「阿里山森林鐵路癸未車難記事」紀念碑[111]。

- 2011年4月27日：於該日中午12點17分，111次列車行經70公里250公尺處時，距離正線10.4公尺處之一株森氏櫟樹幹，因蟲蝕加腐朽導致樹幹斷裂，擊中第7節車廂，並使得第5～8節車廂翻覆，造成1名台灣籍、5名中國大陸籍遊客死亡，事故後神木線列車停駛至2012年1月20日才復駛[112][113][114][115][116][117][118][119][120]。5名中國大陸籍死者均為年長女性[121][122]，1人為廣東東莞人[123]，2人為山東青島人[124]，2人為四川成都人[116]至頭七，113人就診，其中69人住院。住院69人均核發慰問金各5萬元；罹難家屬慰問金20萬元。[125][126]。

- 2018年1月18日：試運轉的新車廂因輪軸間距異常於木屐寮站與樟腦寮站間30.2公里處出軌。1月23日行經嘉義縣竹崎站到木屐寮站間16.9公里處出軌，因平交道枕木腐朽、支撐力不足造成[127]。

- 2018年2月14日：於竹崎鄉獨立山站27.4公里處，乘車員發現機車頭後第一節車廂前軸出軌，為今年第3起出軌意外[128]。

- 2018年2月25日：從奮起湖下山在20.5公里處樟腦寮路段時發生第2節車廂出軌，車上29名乘客無人受傷[129]。

- 2018年1月18日至2月25日間：因連續發生4起出軌事故，3月12日起本線（嘉義至十字路間）全面停駛3個月，祝山線、沼平線及神木線等三支線，則維持正常行駛[130]。同年6月3至9日間試運轉，所有列車均正常行駛，6月27日起本線恢復行駛[131]。

## 圖集

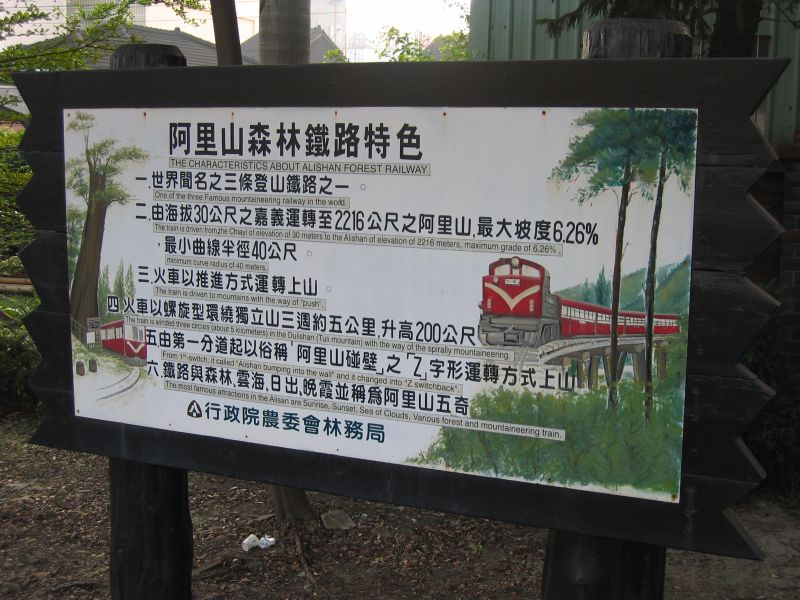
鐵路特色告示牌
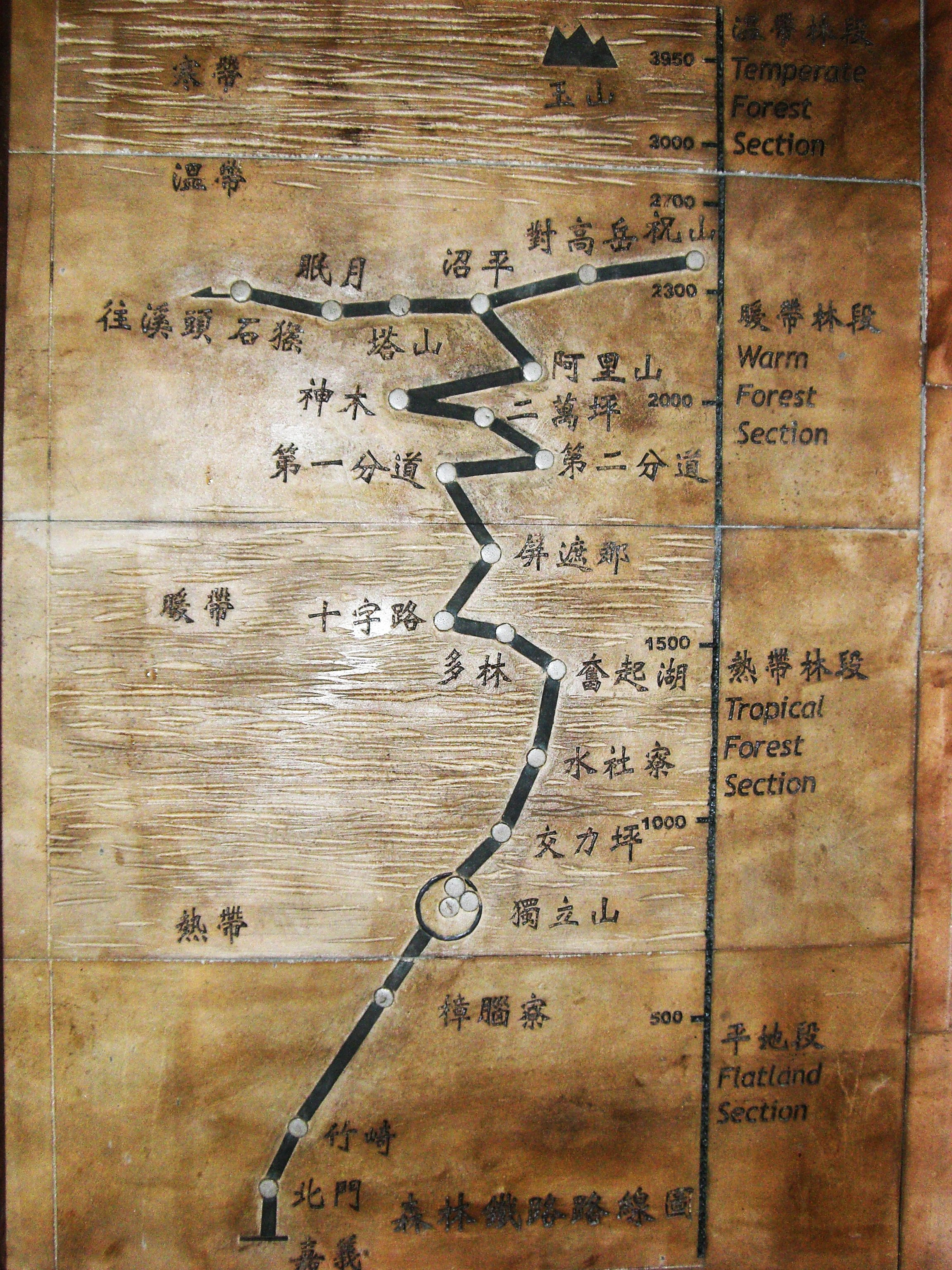
鐵路路線圖
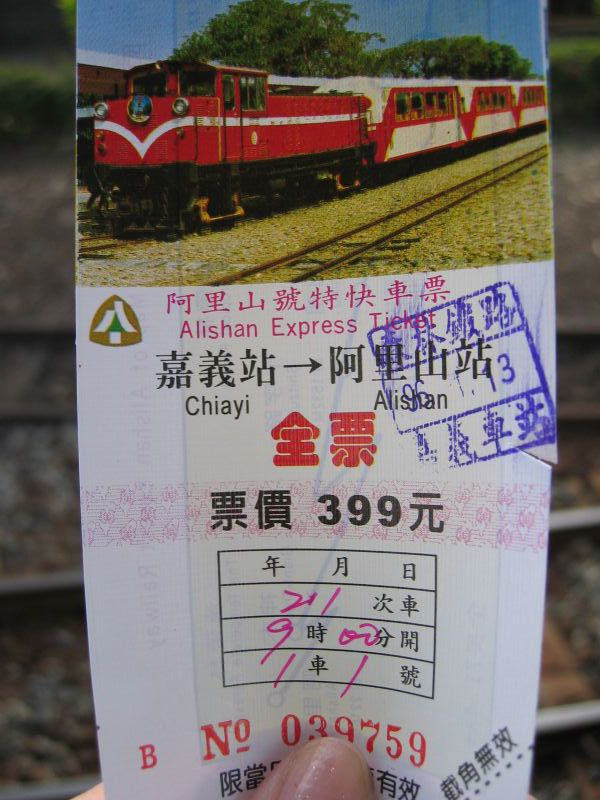
紙製車票
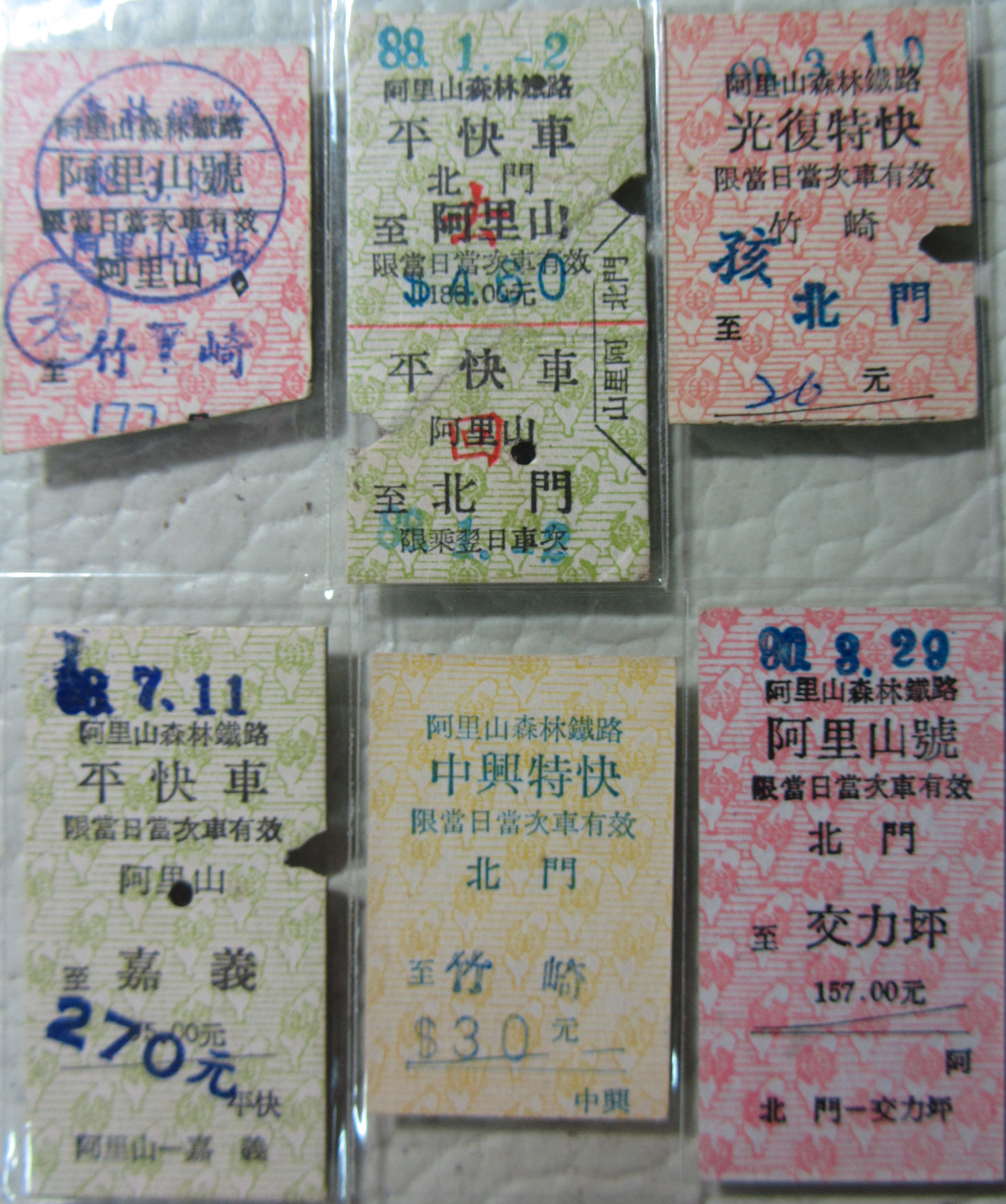
各種名片式車票
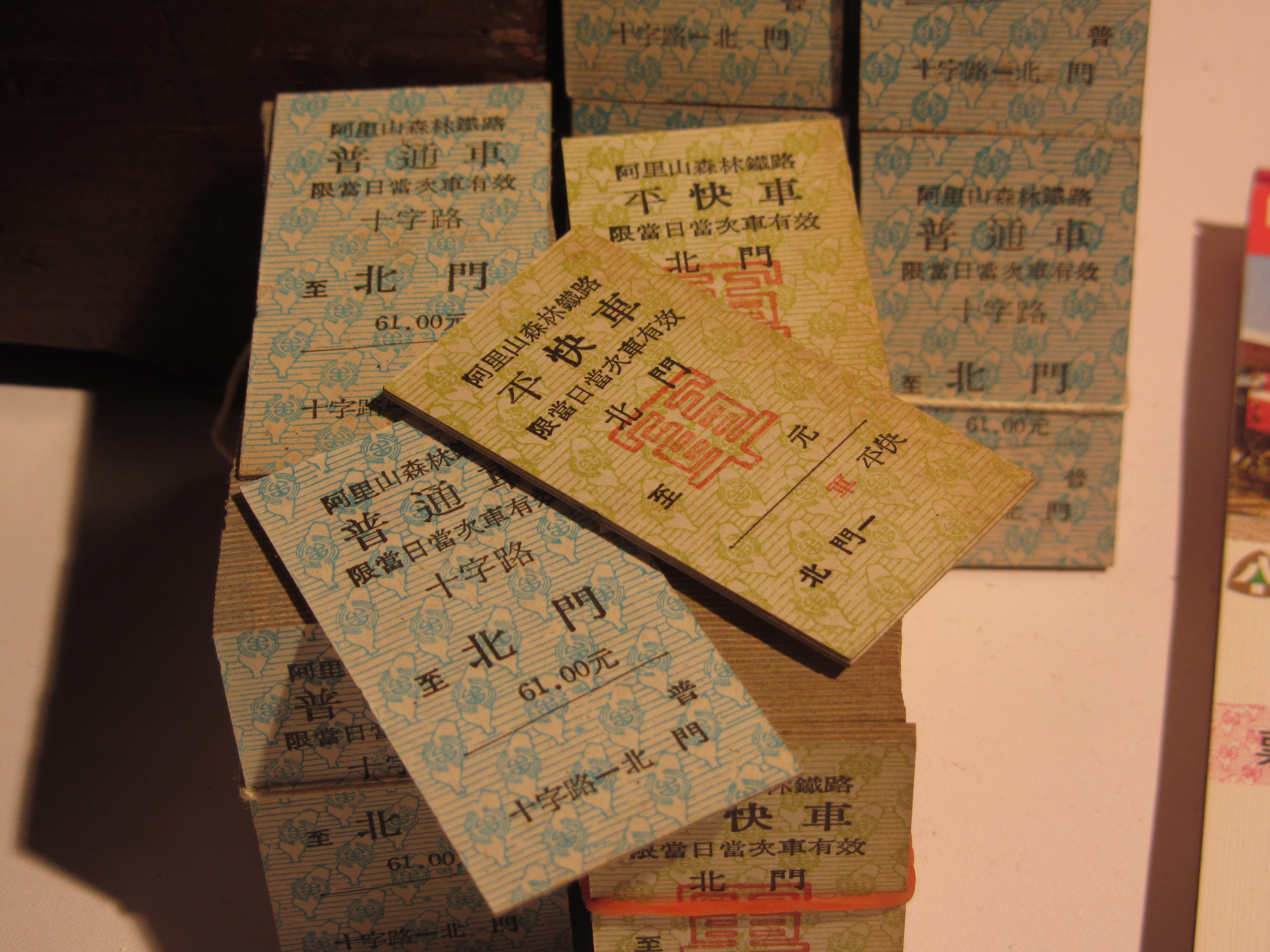
各種名片式車票2
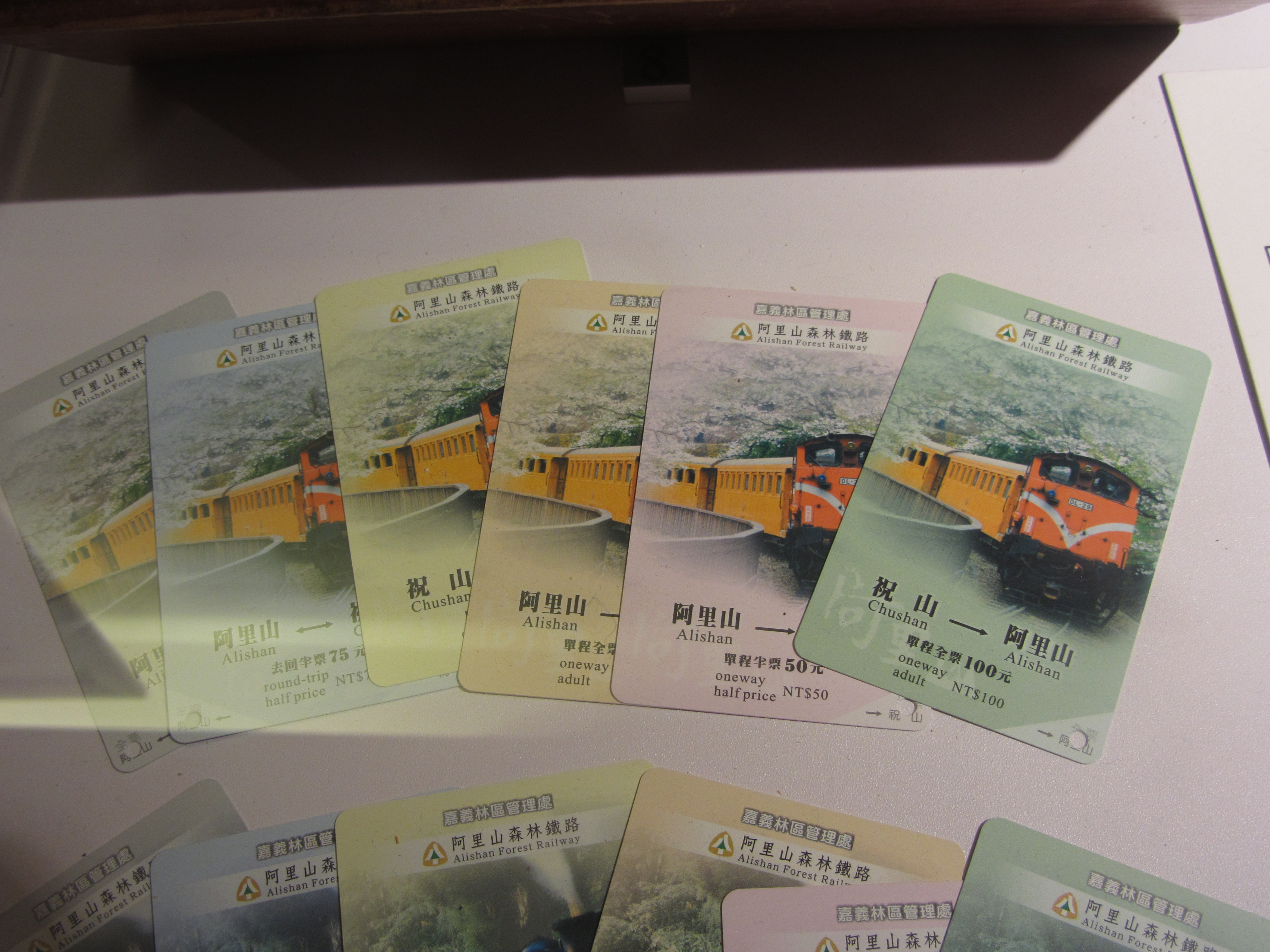
祝山線車票
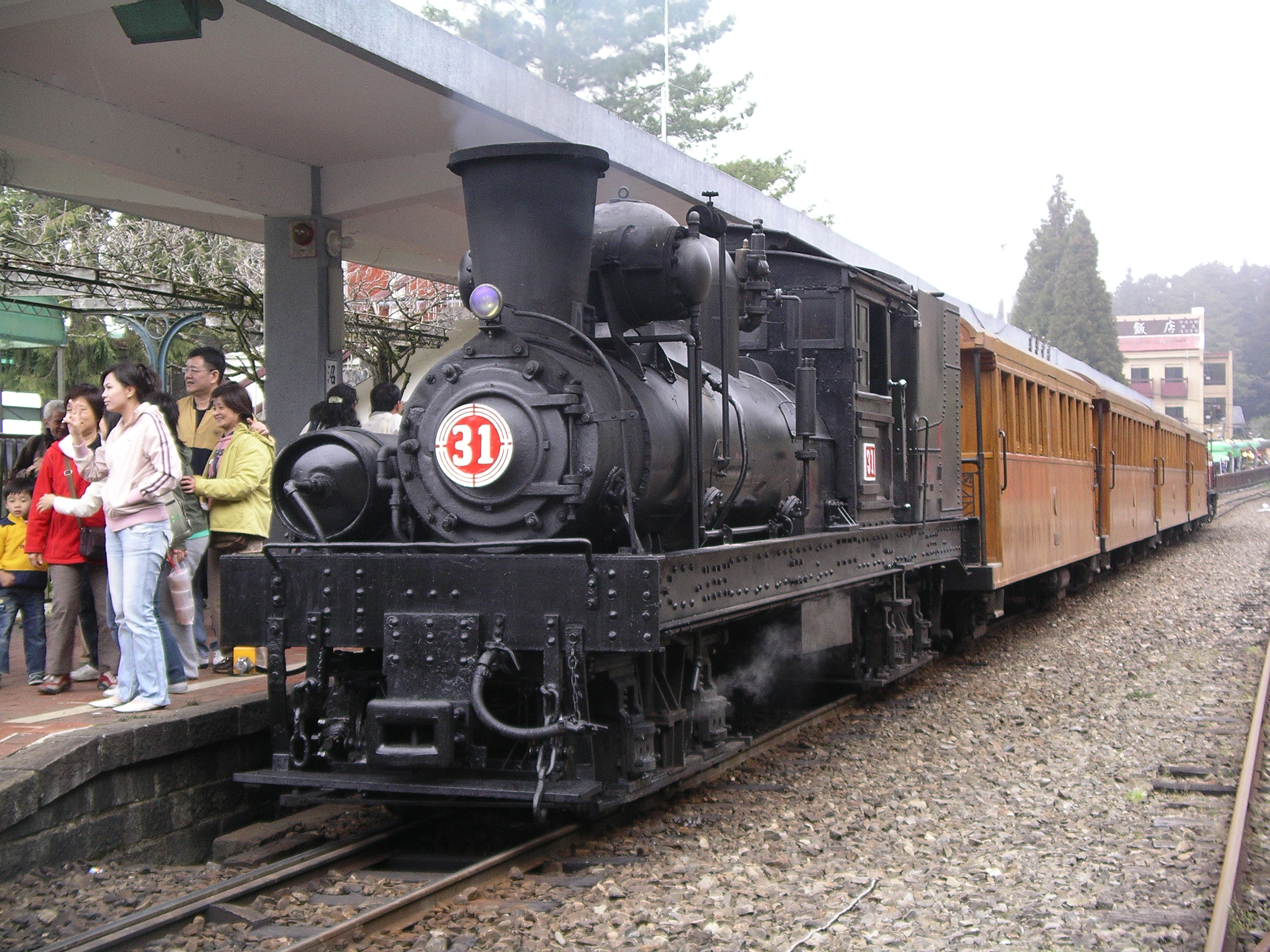
31號蒸汽機關車
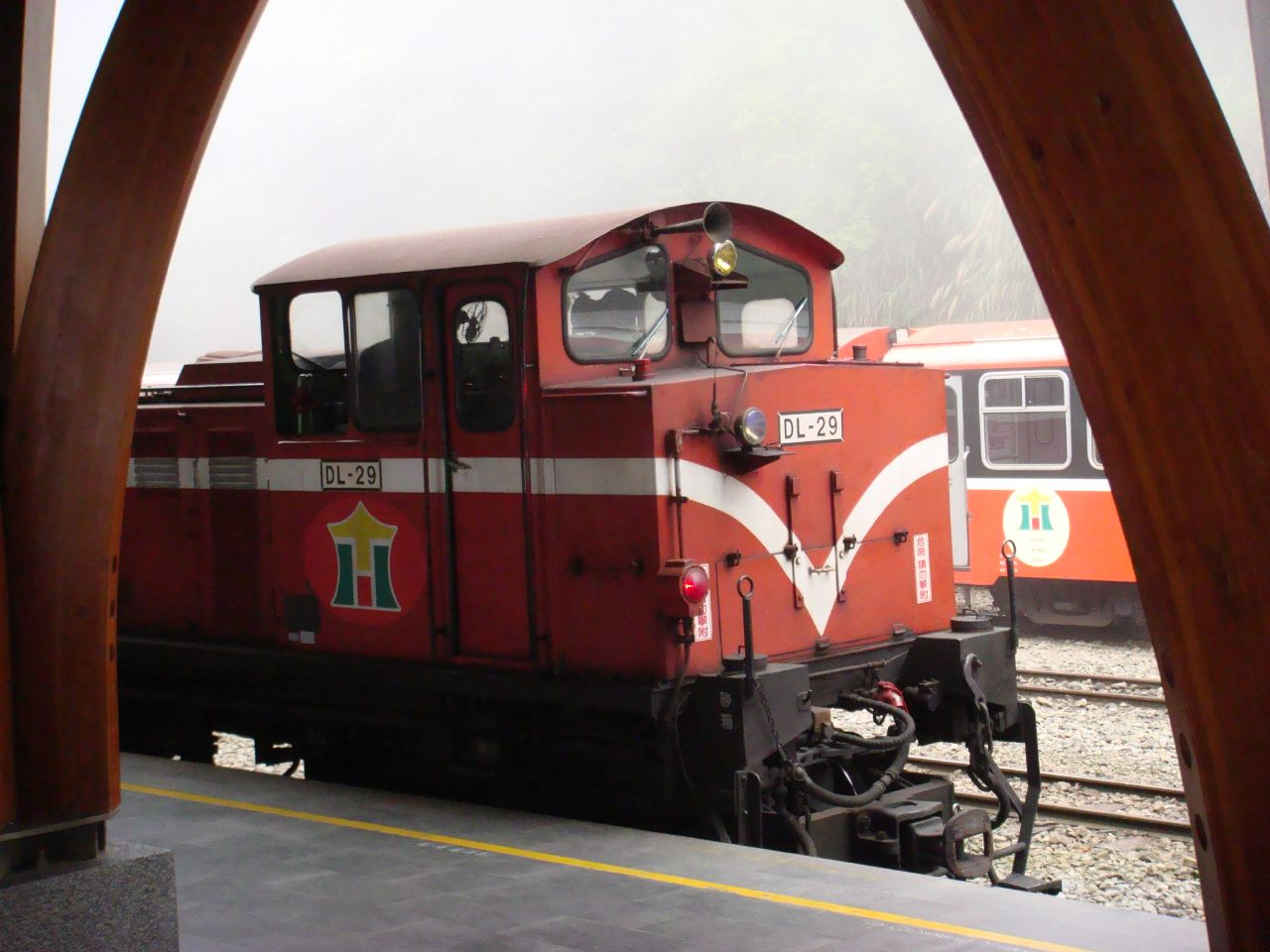
第三代柴油機關車
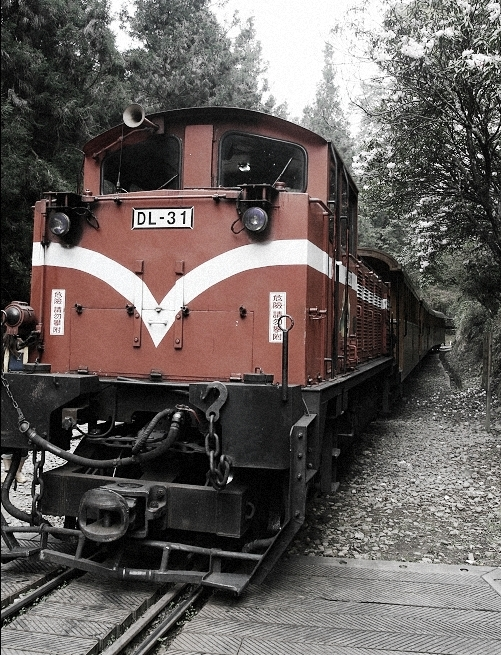
第四代柴油機關車
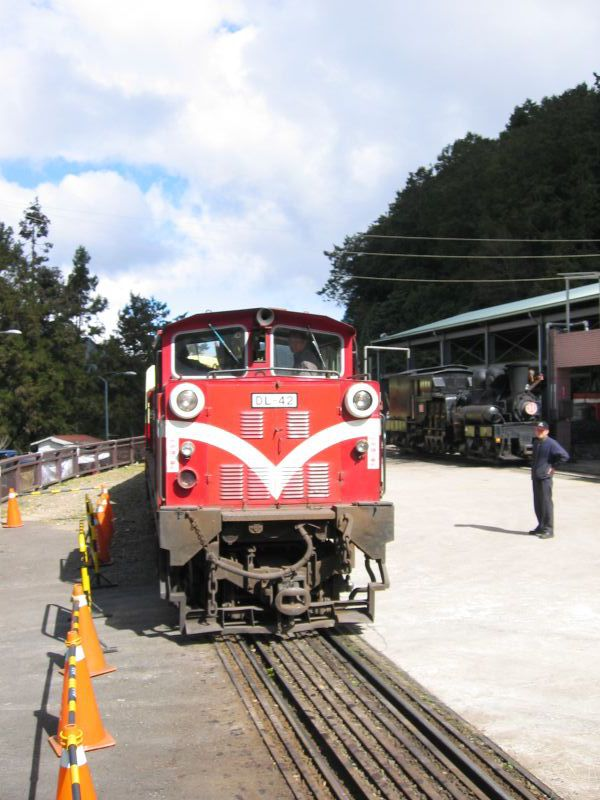
第六代柴油機關車
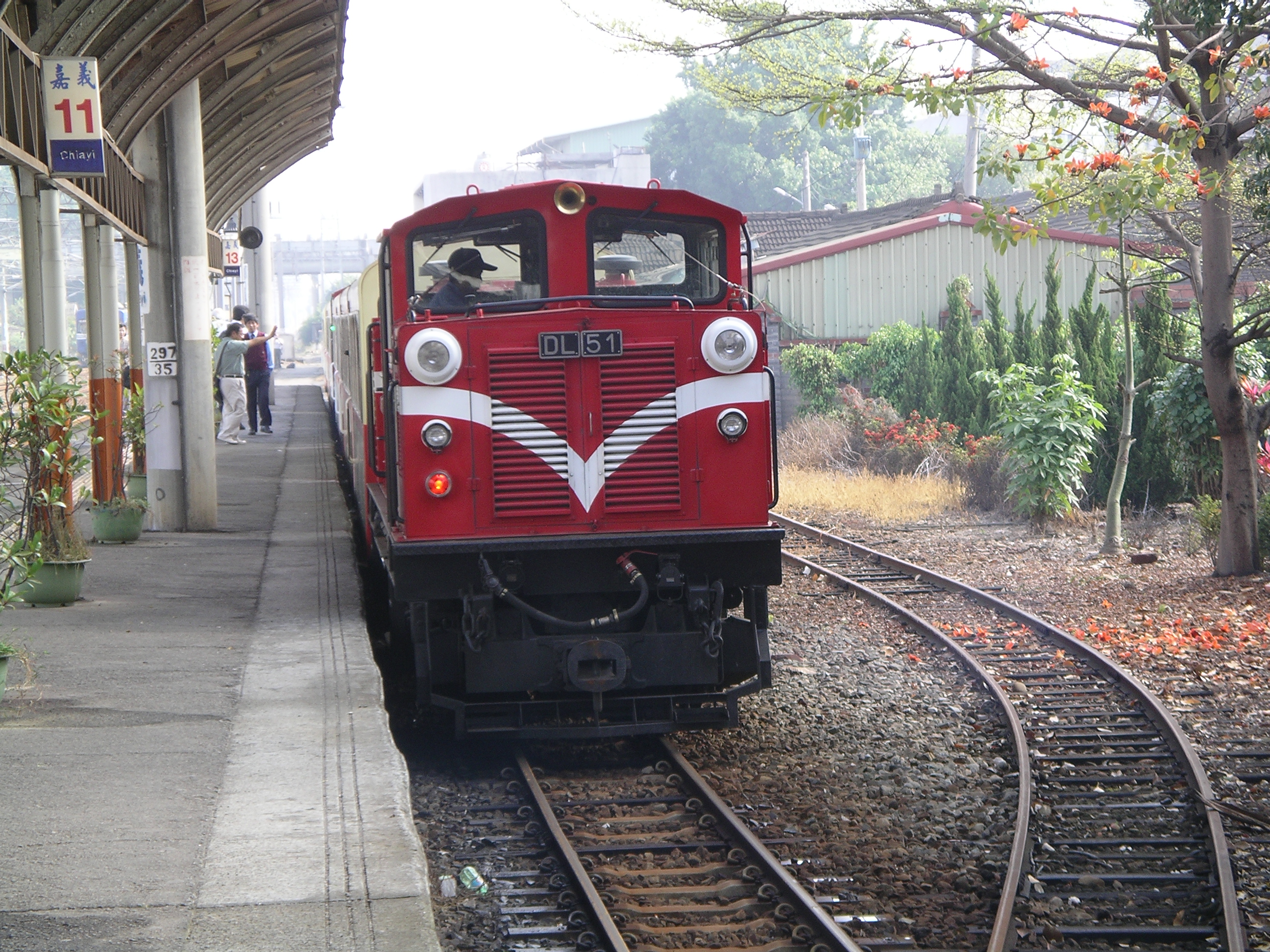
第七代柴油機關車
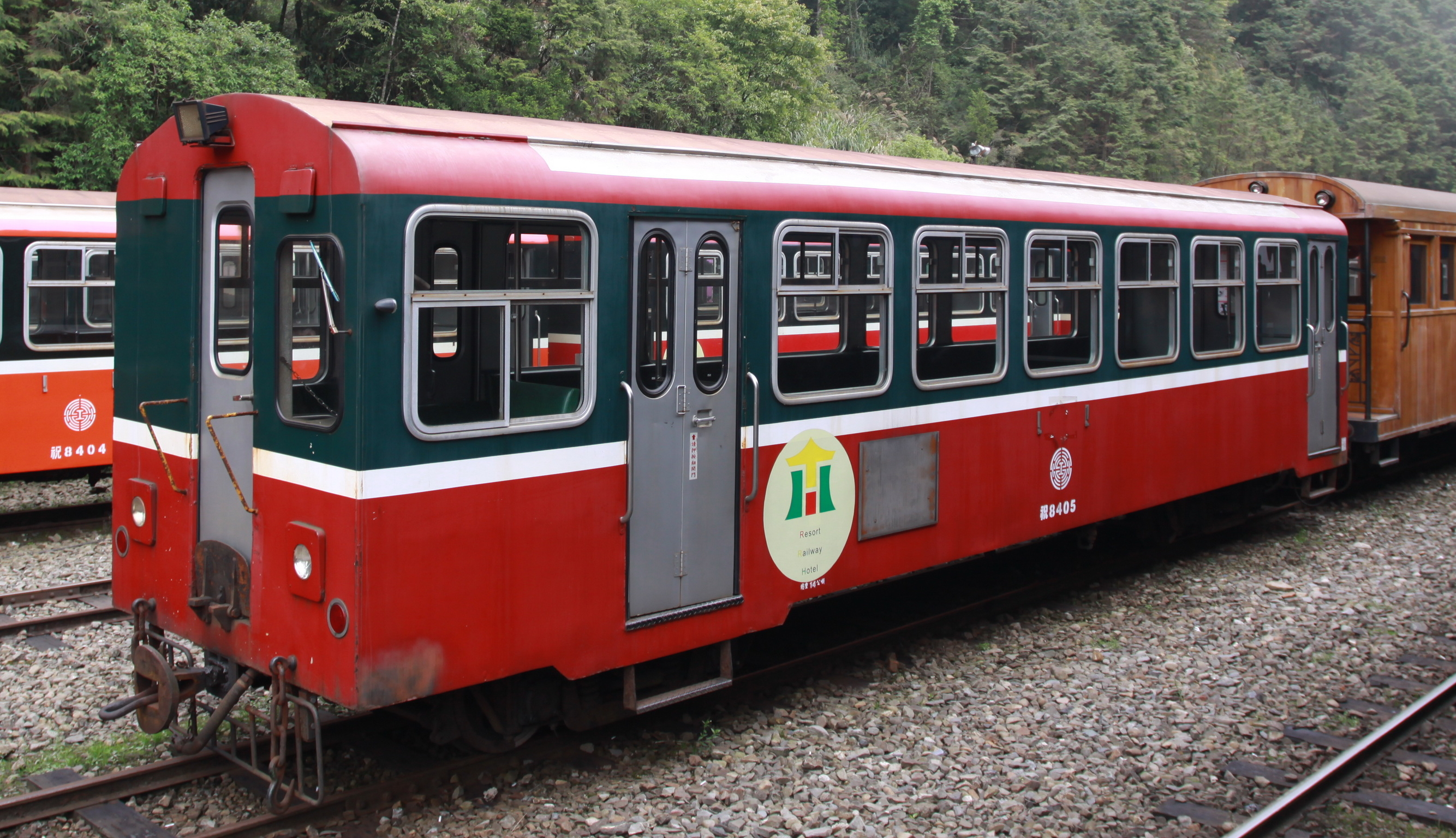
祝山線專用控制客車
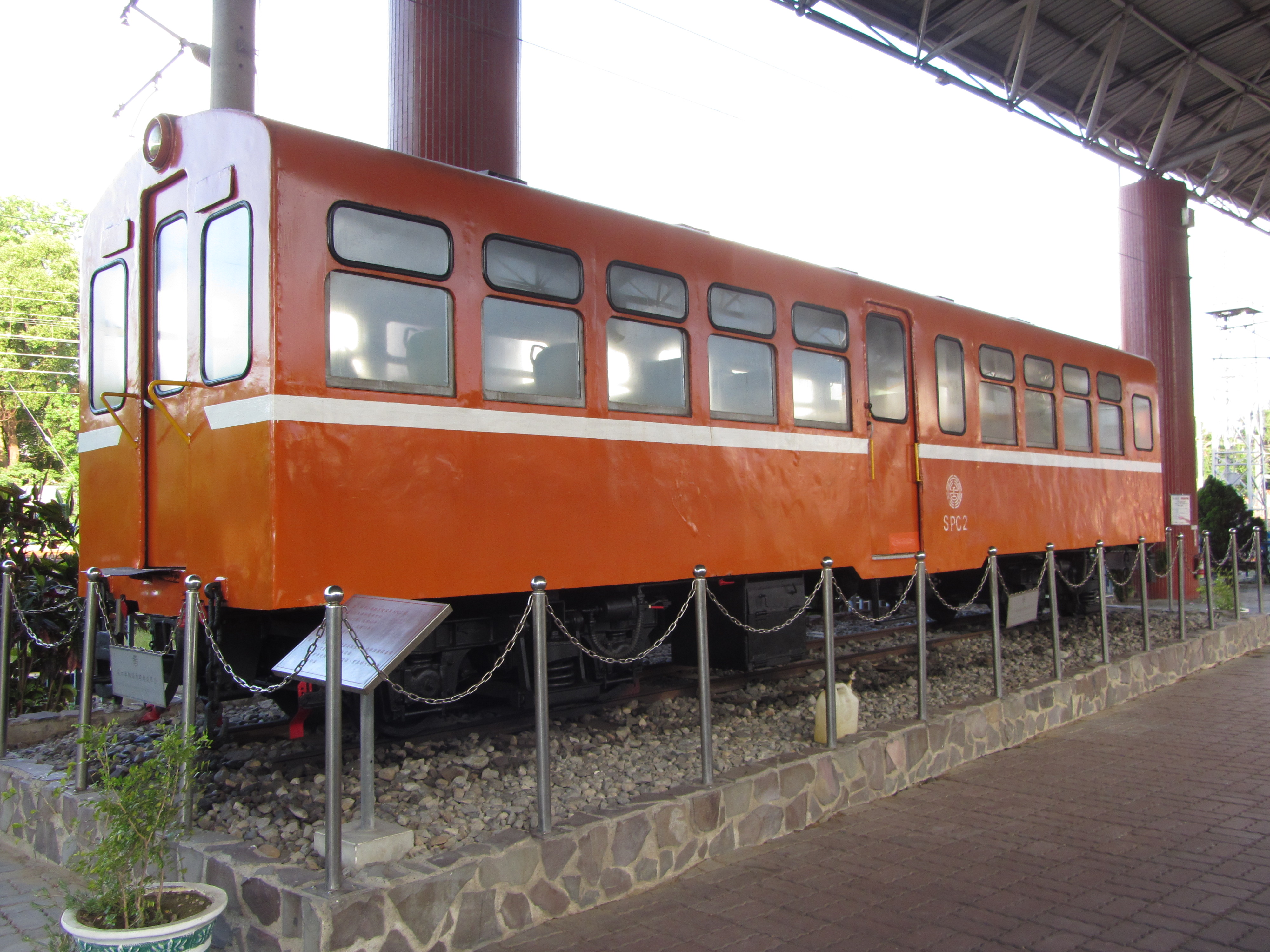
光復號客車
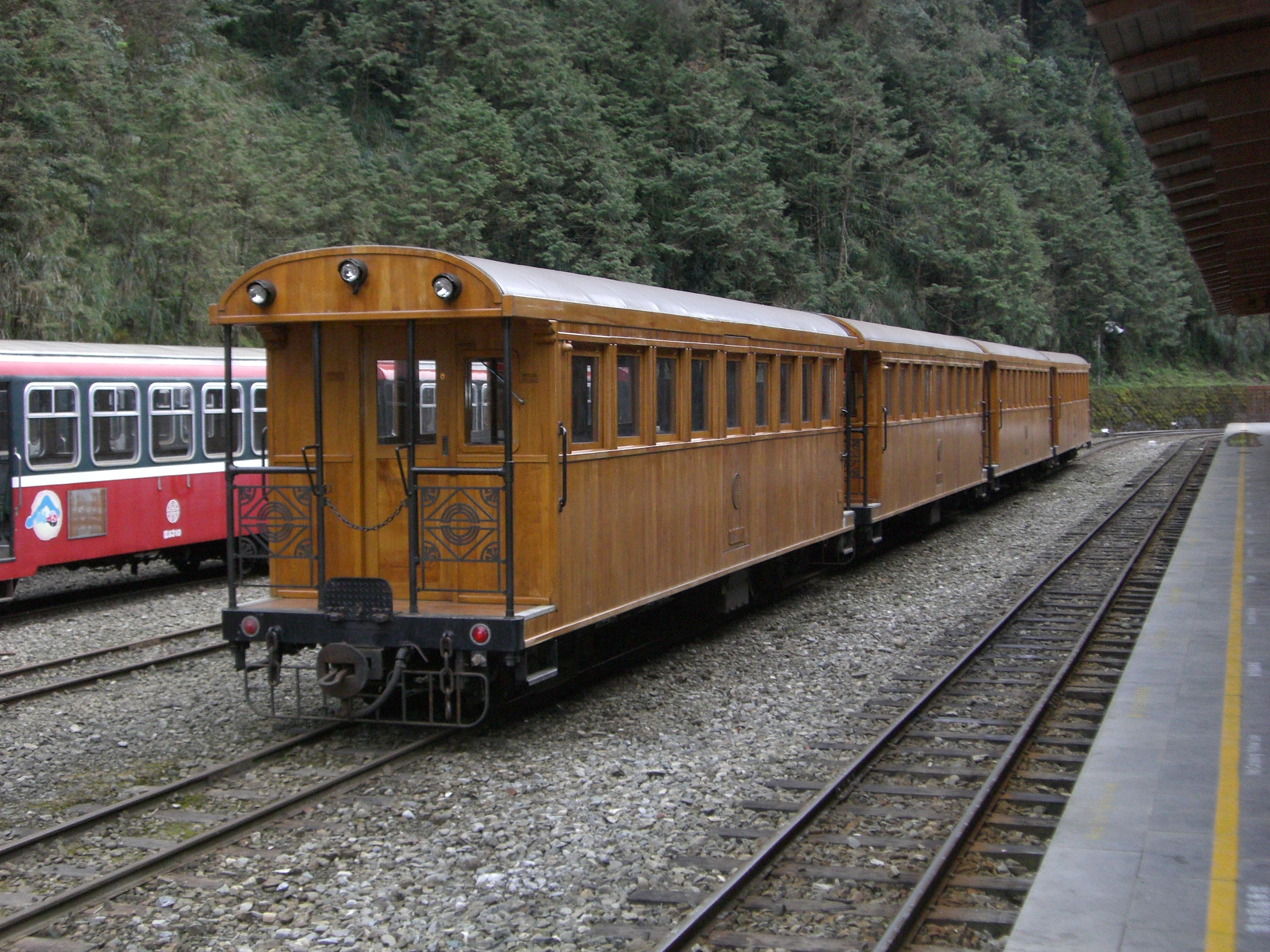
檜木觀光客車
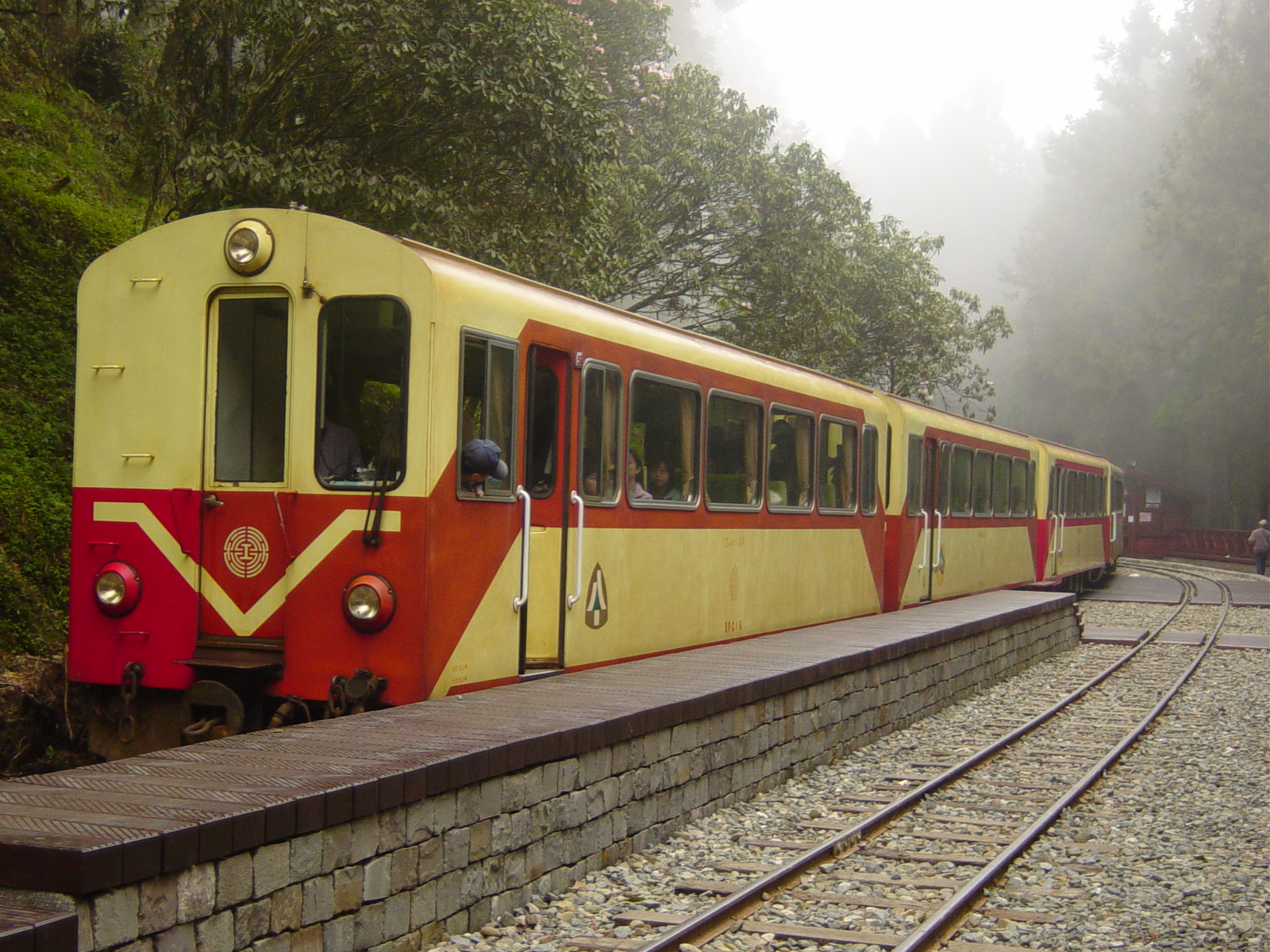
阿里山號空調客車
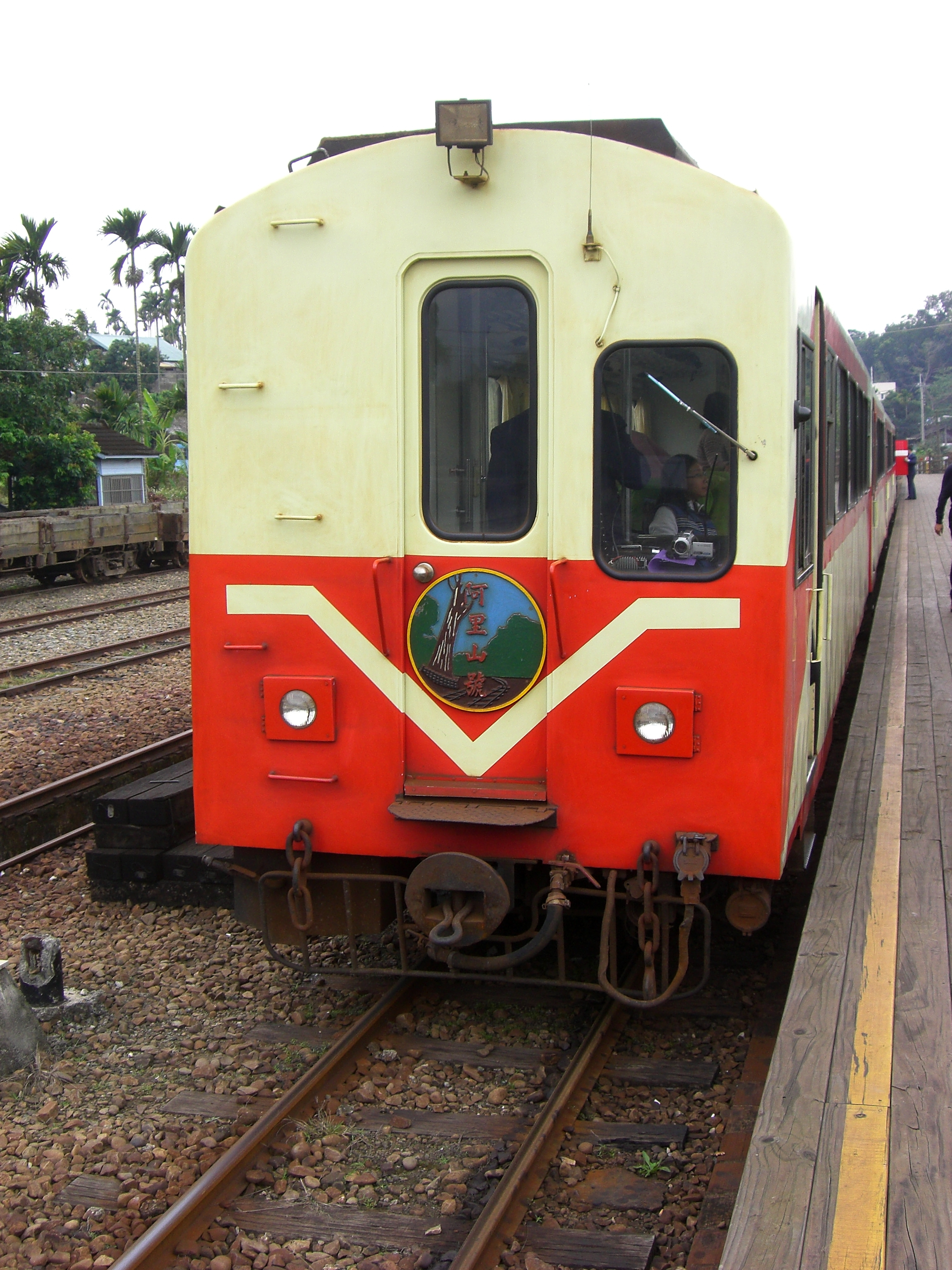
阿里山號初代控制客車
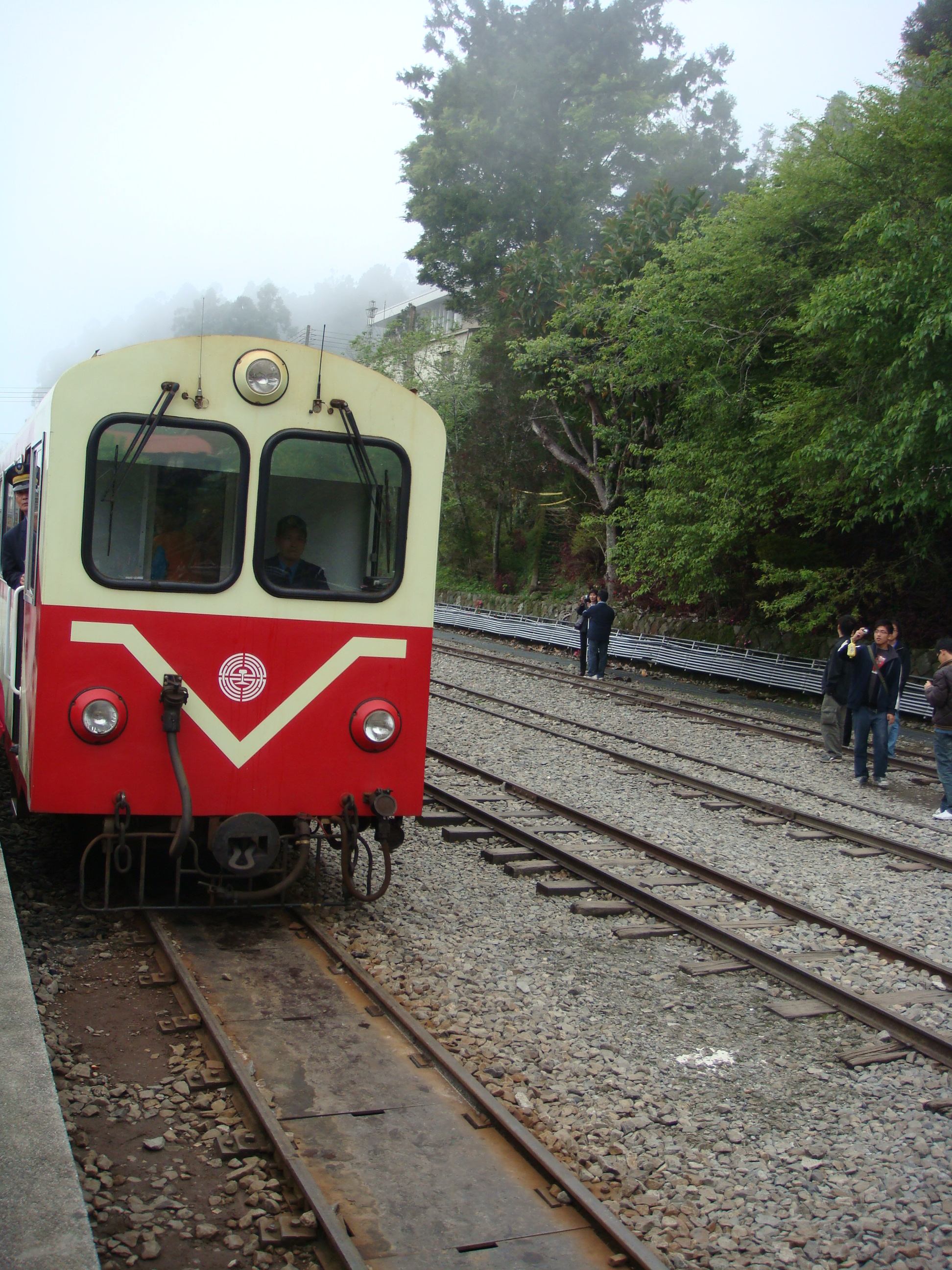
阿里山號新式聯控客車
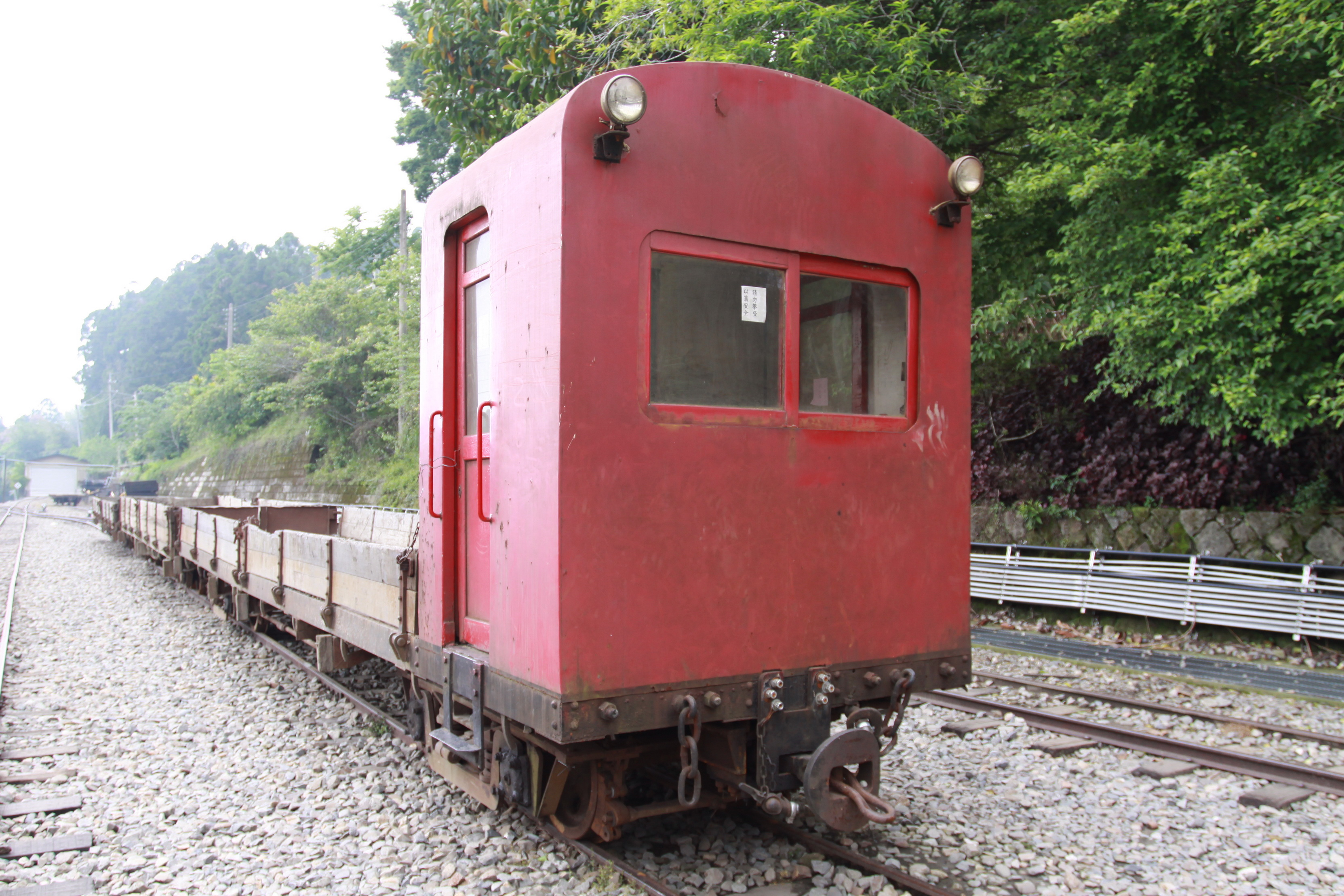
貨用的平守車
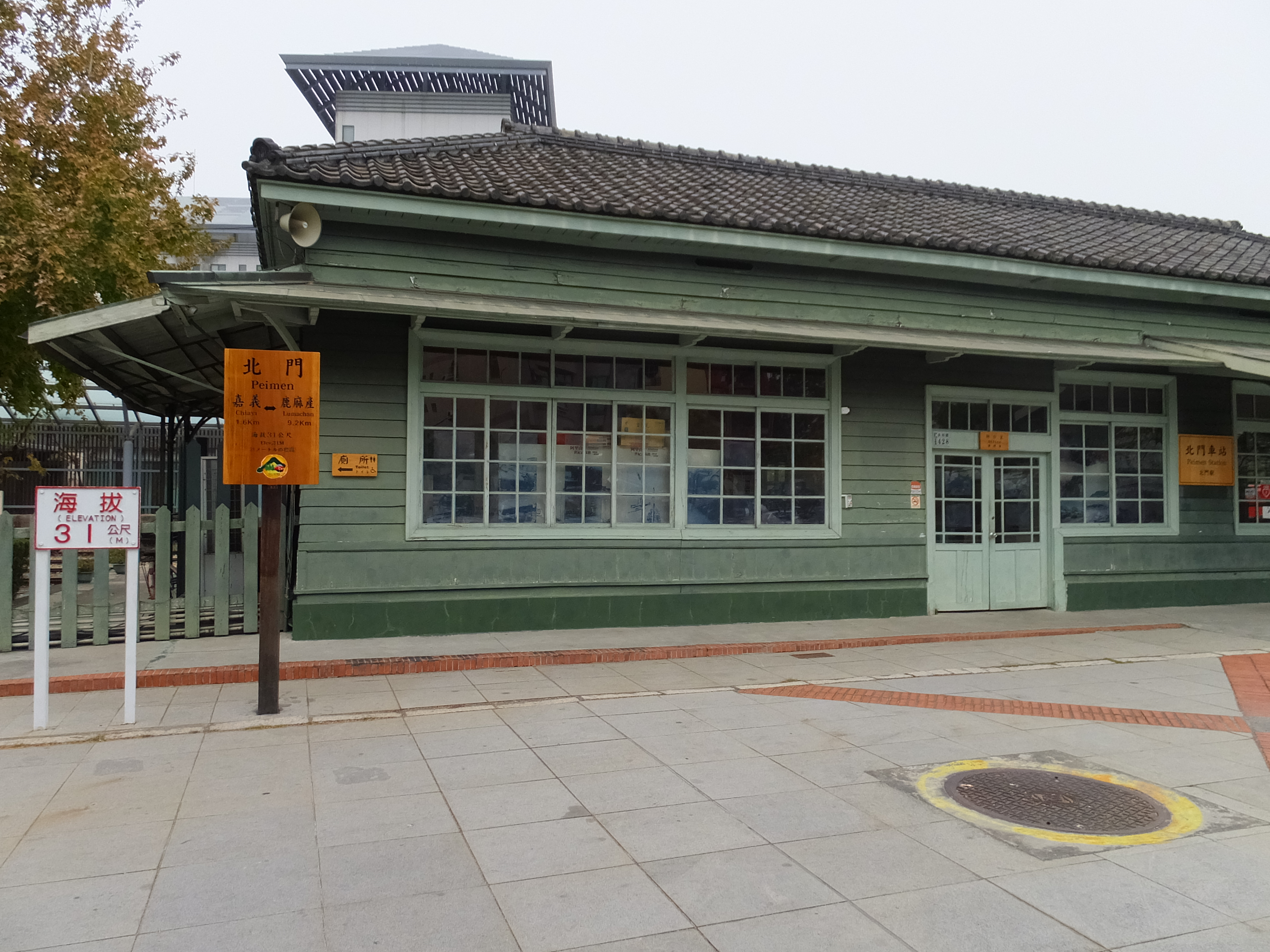
北門車站
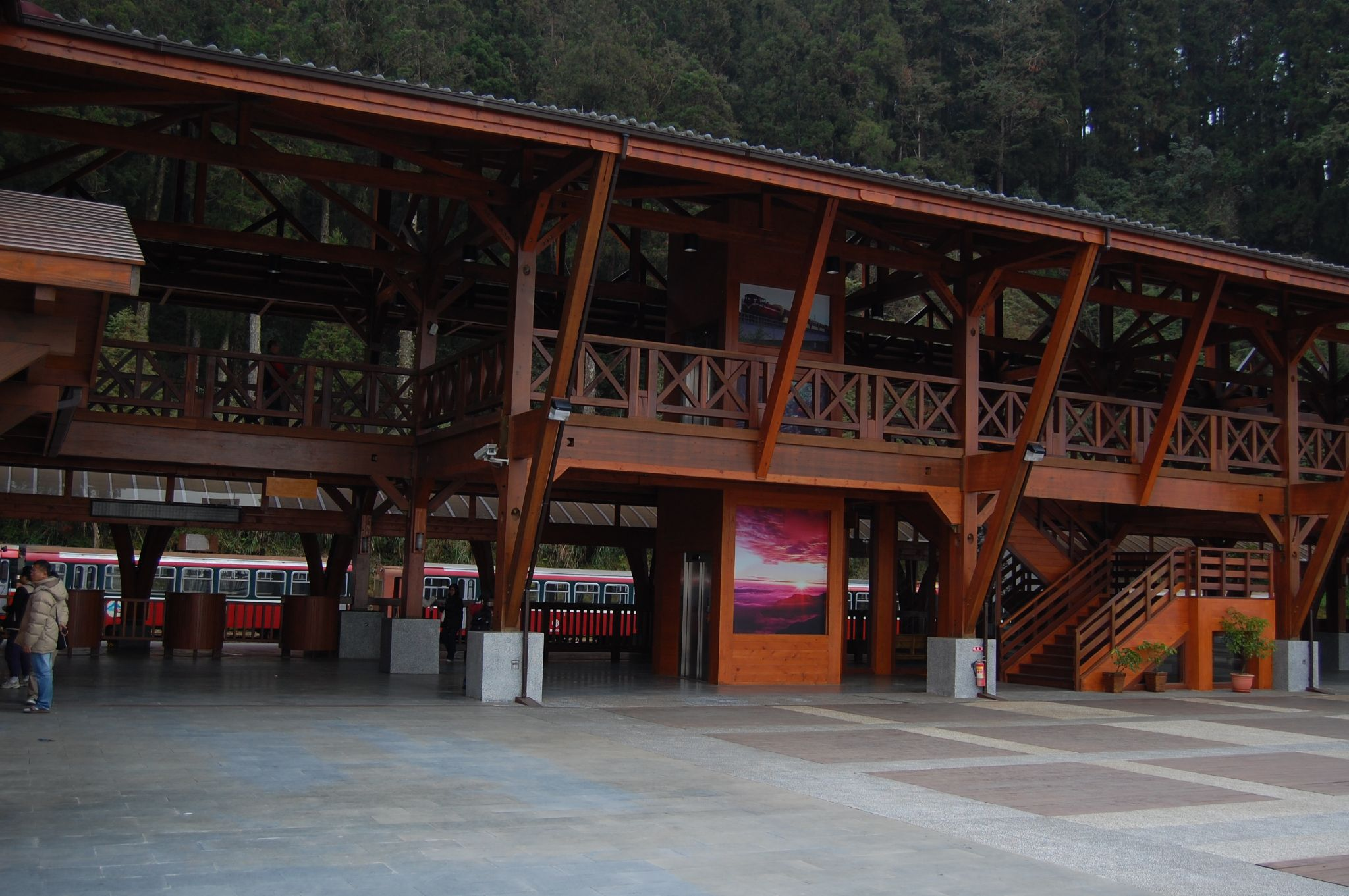
阿里山站
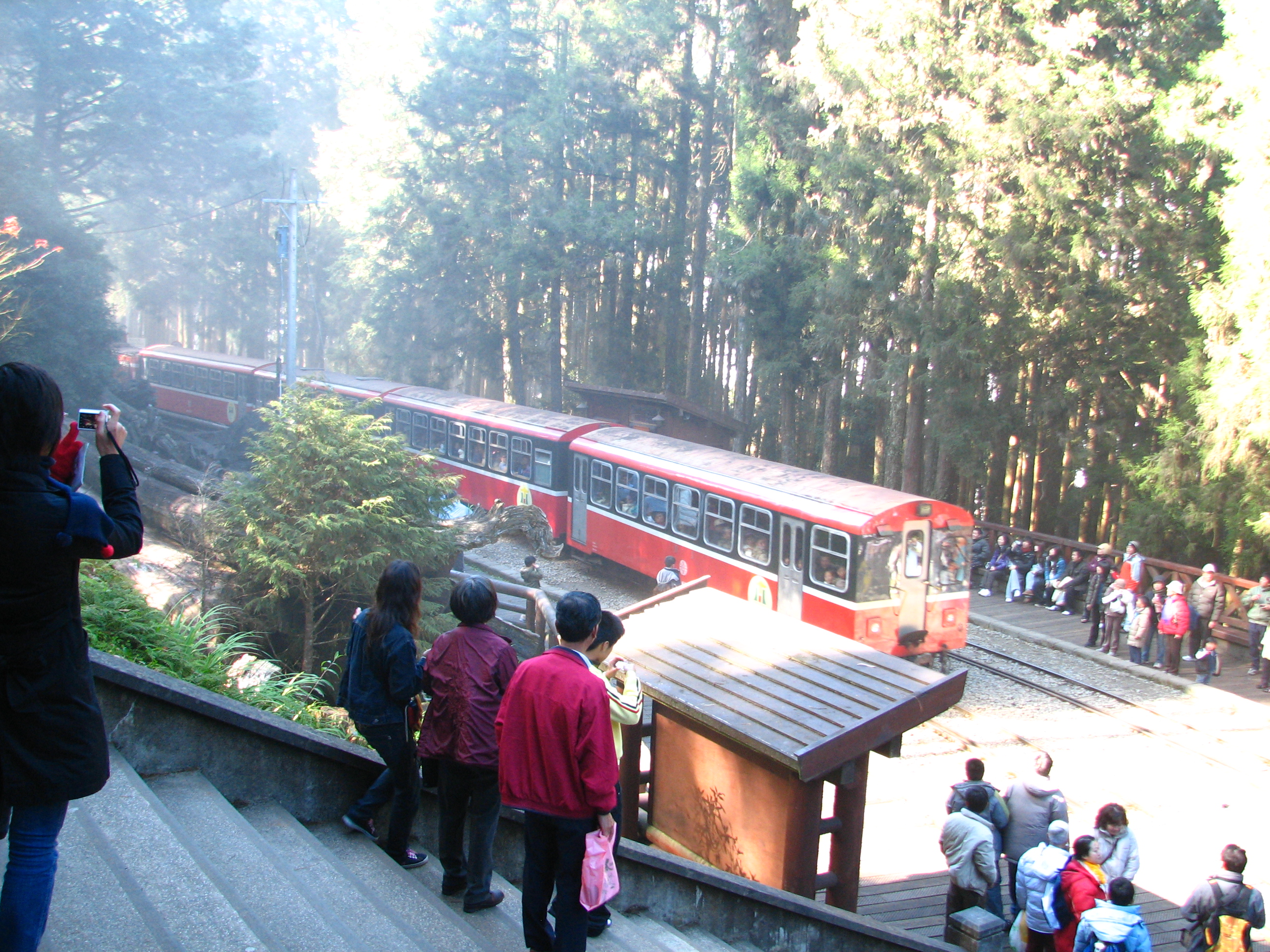
神木車站
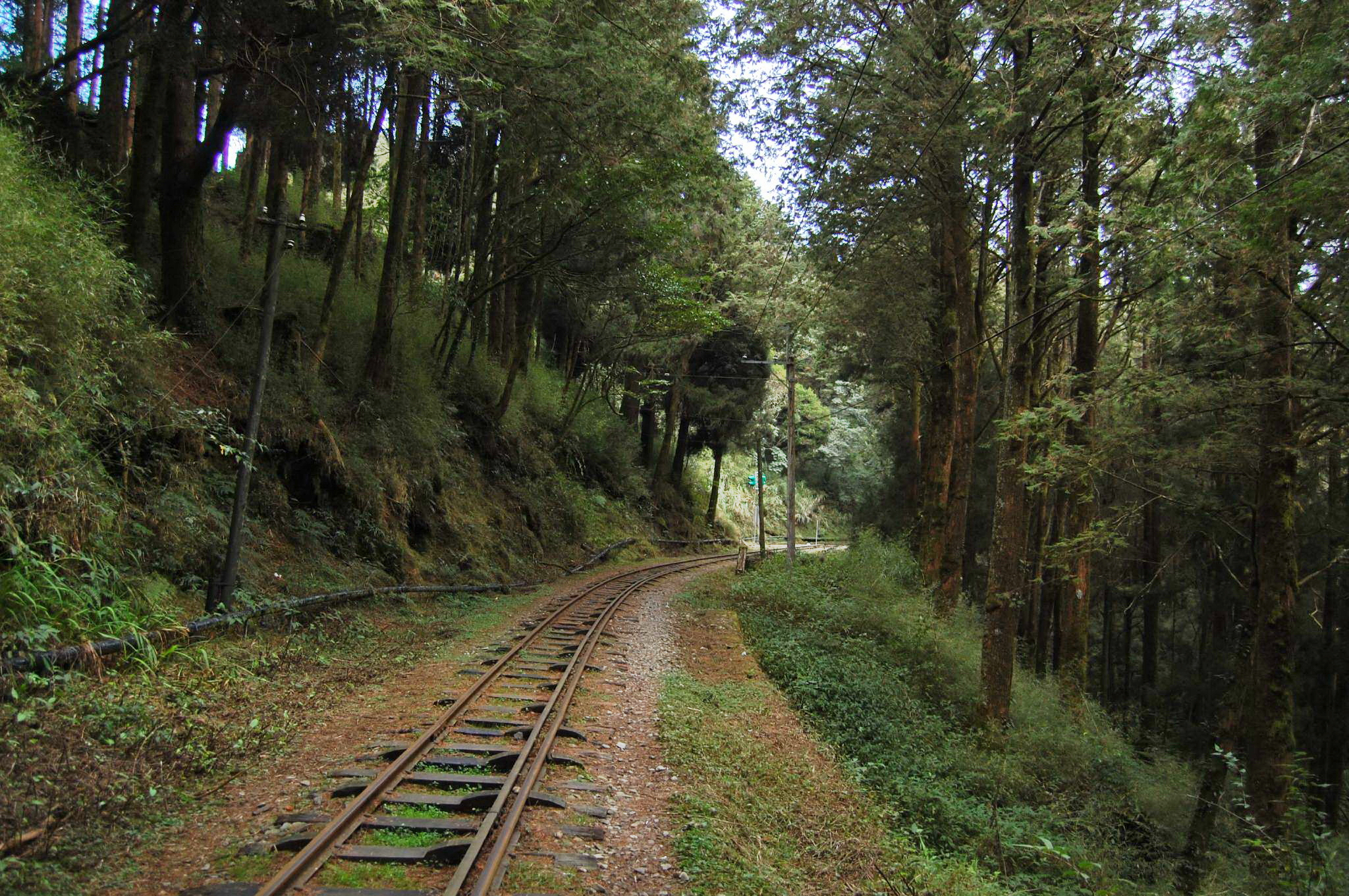
阿里山眠月線
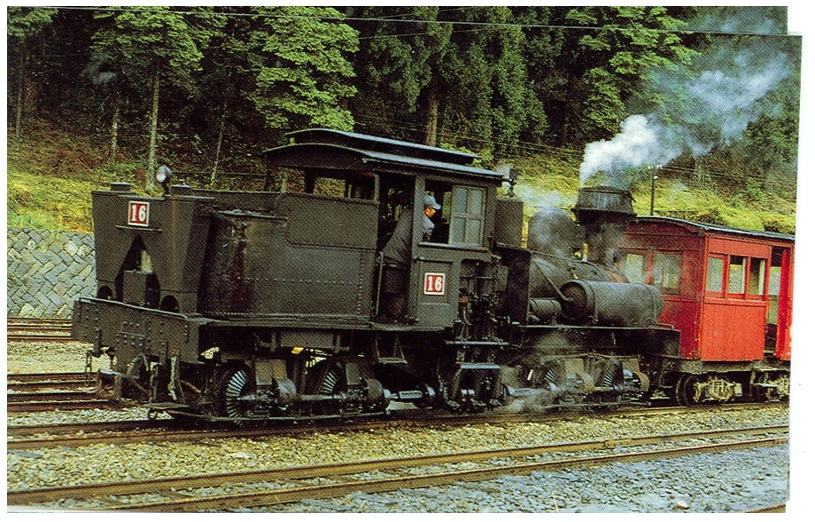
16號蒸汽機關車
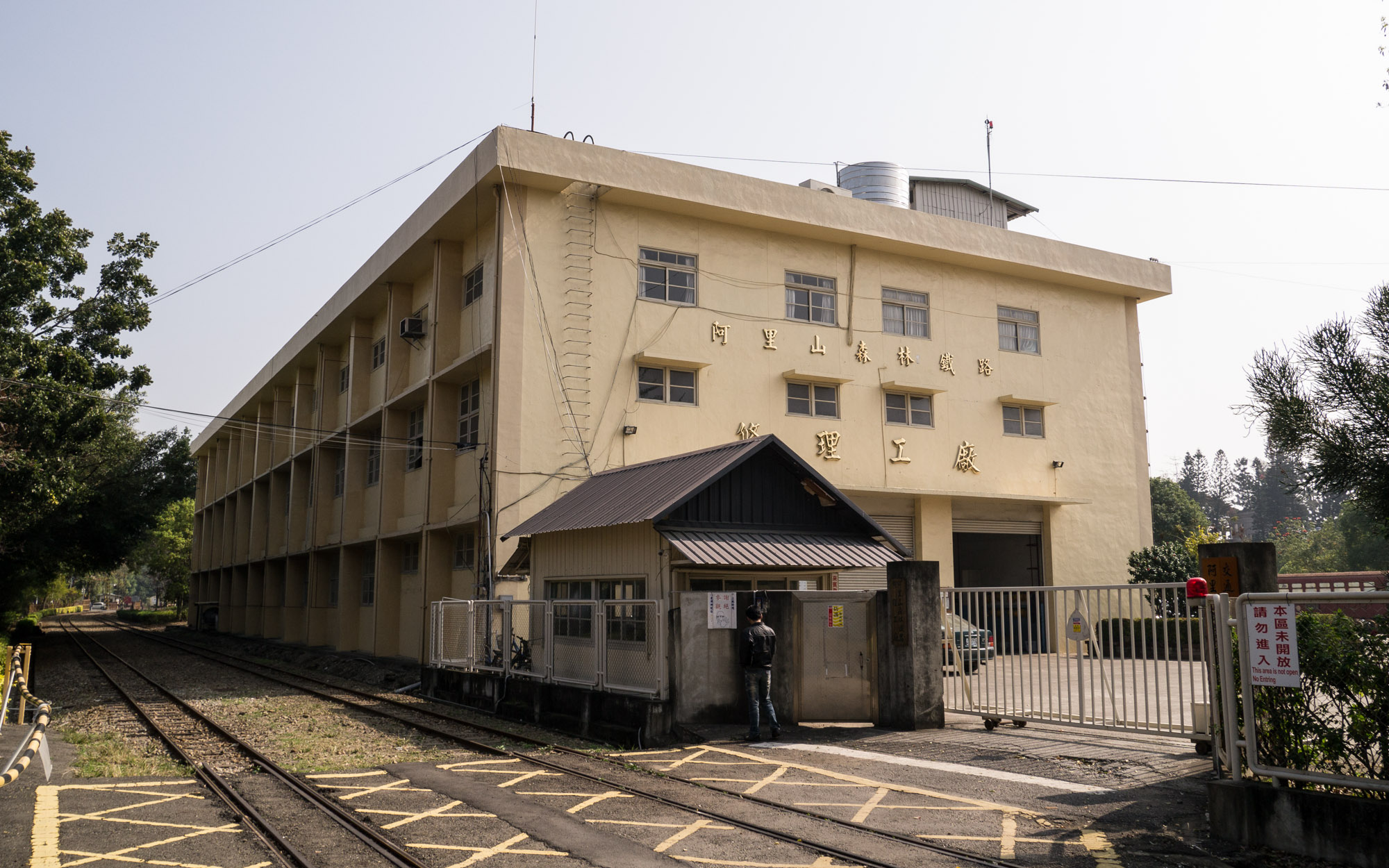
北門修理工廠

### 引用列表
1. 1 2 3 4  . 中央社. 2024-07-05  [2024-07-05]. （原始内容存档于2024-07-10）.
2. 1 2  蔡宗勳. . 自由時報. 2024-08-30  [2024-08-31]. （原始内容存档于2024-08-30）.
3. 1 2 3 4  陳欣. . Newtalk新聞. 2024-07-28  [2024-07-28]. （原始内容存档于2024-07-28）.
4. 1 2  . 遠見天下文化出版. 2024-04-11  [2024-07-27]. （原始内容存档于2024-06-02）.
5. 1 2  王姝琇. . 自由時報. 2018-07-01  [2018-07-17]. （原始内容存档于2019-05-03） （中文（臺灣））.
6. 1 2  江昭倫. . 中央廣播電臺. 2019-07-09  [2024-12-13]. （原始内容存档于2019-09-26） （中文（臺灣））.
7. ↑  . 文化部文化資產局.   [2023-06-09]. （原始内容存档于2023-06-10） （中文（臺灣））.
8. 1 2  . 阿里山森林鐵路的故事. 2008-09-24  [2012-12-02]. （原始内容存档于2020-11-04） （中文（臺灣））.
9. 1 2 3 4  . 阿里山森林鐵路的故事. 2008-09-24  [2012-12-02]. （原始内容存档于2019-09-29） （中文（臺灣））.
10. 1 2 3 4  . 阿里山森林鐵路的故事. 2008-09-24  [2012-12-02]. （原始内容存档于2019-09-15） （中文（臺灣））.
11. ↑  . 阿里山森林鐵路的故事. 2008-09-24  [2012-12-02]. （原始内容存档于2020-06-24） （中文（臺灣））.
12. ↑  . 阿里山森林鐵路的故事.   [2017-02-15]. （原始内容存档于2019-09-29） （中文（臺灣））.
13. 1 2  . 阿里山林業鐵路及文化資產管理處Facebook粉絲專頁.   [2019-04-02]. （原始内容存档于2019-04-06） （中文（臺灣））.
14. 1 2  . 阿里山森林鐵路的故事. 2008-09-24  [2012-12-02]. （原始内容存档于2020-04-30）.
15. 1 2  . 行政院農委會林務局. 2008-5-271  [2012-12-02]. （原始内容存档于2013-05-14）.
16. ↑  .   [2020-01-24]. （原始内容存档于2020-10-30）.
17. ↑  《山脈的故事》 （页面存档备份，存于）Google Books，2000年8月1日
18. ↑  【景點】阿里山高山森林火車 （页面存档备份，存于）阿里山國家風景區，2007年11月19日
19. ↑  《文化、經典與閱讀: 李威熊教授七秩華誕祝壽論文集》 （页面存档备份，存于）Google Books，2010年8月1日
20. ↑  . 阿里山森林鐵路的故事. 2008-09-24  [2012-12-02]. （原始内容存档于2019-09-24）.
21. ↑  . 財團法人公共電視文化事業基金會. 2013-04-01  [2014-07-11]. （原始内容存档于2014年7月14日） （中文）.
22. ↑  阿里山林業暨鐵道文化景觀 （页面存档备份，存于），國家文化資產網
23. ↑  . archive.is. 2017-02-15  [2017-02-15]. （原始内容存档于2017-02-15）.
24. ↑  . 阿里山森林鐵路的故事. 2008-09-24  [2012-12-02]. （原始内容存档于2019-09-29）.
25. ↑  〈阿里山小火車 30駕駛 僅9人有照〉 （页面存档备份，存于）[B_0001_0006_0003_0004]，收錄於臺灣法實證研究資料庫，法律文件資料庫。
26. ↑  〈安全堪憂 居民反對森鐵民營〉 （页面存档备份，存于）[B_0001_0006_0003_0006]，收錄於臺灣法實證研究資料庫，法律文件資料庫。
27. 1 2 3 4 5 6 7 8 9 10 11 12   (PDF). 行政院農委會林務局.   [2012-12-02]. （原始内容 (PDF)存档于2015-09-24）.
28. ↑  . 行政院農委會林務局嘉義林管處. 2010-03-24  [2012-12-02]. （原始内容存档于2014-01-06）.
29. ↑  . 行政院農業委員會林務局. 2013-04-18  [2013-04-20]. （原始内容存档于2014-02-21）.
30. ↑  . 自立晚報. 2013-04-26  [2013-08-24]. （原始内容存档于2019-05-02）.
31. ↑  . 中央廣播電臺. 2011-5-101  [2012-12-02]. （原始内容存档于2014-02-01）.
32. ↑  https://tw.news.yahoo.com/阿里山麗星北門飯店-判歸林務局-040000981.html
33. ↑  . 民視新聞. （原始内容存档于2014-02-20）.
34. ↑  劉懿萱. . TVBS. 2017-01-03  [2017-01-03]. （原始内容存档于2019-05-03） （中文（臺灣））.
35. ↑  中廣新聞網. . 鉅亨網新聞中心. 2017-01-03  [2017-01-03]. （原始内容存档于2019-05-02） （中文（臺灣））.
36. ↑  戴安瑋. . 蘋果日報. 2017-01-03  [2017-01-03]. （原始内容存档于2017-08-04） （中文（臺灣））.
37. ↑  楊騰凱. . 中時電子報. 2017-01-03  [2017-01-03]. （原始内容存档于2019-05-03） （中文（臺灣））.
38. ↑  蔡孟修. . 蘋果日報. 2017-01-03  [2017-01-03]. （原始内容存档于2017-08-04） （中文（臺灣））.
39. ↑  陳致宇. . NOWnews 今日新聞.   [2017-10-19]. （原始内容存档于2019-05-02） （中文（臺灣））.
40. ↑  Google Doodle, , 2018  [2018-03-09], （原始内容存档于2021-03-16） （中文（臺灣））
41. ↑  張家綺. . 新頭殼newtalk. 2018-06-26  [2018-06-27]. （原始内容存档于2018-06-27） （中文（臺灣））.
42. ↑  江俊亮. . 中央通訊社. 2018-06-27  [2018-06-27]. （原始内容存档于2018-06-27） （中文（臺灣））.
43. ↑  林務局. . 林務局林業新聞. 2018-07-01  [2018-07-01]. （原始内容存档于2019-05-02） （中文（臺灣））.
44. ↑  阿里山林業鐵路防疫再升級　5月15日起不售站票 本線列車僅停7站 （页面存档备份，存于）. 行政院農業委員會林務局阿里山林業鐵路及文化資產管理處. 2021-05-13
45. ↑  減少不必要外出，阿里山林鐵、嘉義製材所及檜意森活村5/18-28全面暫停營運 （页面存档备份，存于）. 行政院農業委員會林務局阿里山林業鐵路及文化資產管理處. 2021-05-17
46. ↑  疫情二級警戒 阿里山林鐵8月10日復駛 即時起開放訂票 （页面存档备份，存于）. 行政院農業委員會林務局阿里山林業鐵路及文化資產管理處. 2021-08-09
47. ↑  . 中時電子網. 2021-08-30  [2022-07-17]. （原始内容存档于2022-07-17）.
48. ↑  林鐵定期列車11/2恢復行駛至十字路車站 （页面存档备份，存于）. 行政院農業委員會林務局阿里山林業鐵路及文化資產管理處. 2021-11-01
49. ↑  台灣採購公報網. . 台灣採購公報網. 2023-07-21  [2024-07-03] （中文（臺灣））.
50. ↑  李宗祐. . 聯合報. 2023-08-14  [2024-07-03]. （原始内容存档于2023-08-15）.
51. ↑  黃國芳. . 中央社. 2024-04-14  [2024-07-03]. （原始内容存档于2024-04-22）.
52. ↑  黃于凡. . 聯合報. 2024-05-17  [2024-07-03]. （原始内容存档于2024-06-11）.
53. ↑  阿里山新玩法！森林鐵路觀光列車「栩悅號」5／24首航 （页面存档备份，存于），
54. ↑  中央社. . 中央社. 2024-07-06  [2024-07-08]. （原始内容存档于2024-07-08）.
55. ↑  4月23日栩悅號喜悅迎賓 5月24日展翅飛翔! （页面存档备份，存于），阿里山林鐵文資處，2024-4-20
56. ↑  黃于凡. . 聯合報. 2024-07-27  [2024-07-27]. （原始内容存档于2024-07-28）.
57. ↑  . 阿里山林業鐵路網路訂票系統. 2024-10-08  [2024-10-04] （中文（臺灣））.
58. 1 2 3  . 漫步在雲端. 2008-09-24  [2012-12-02]. （原始内容存档于2017-10-14）.
59. ↑  . 生態台灣季刊. 2005-10-05  [2012-12-02]. （原始内容存档于2017-09-11）.
60. ↑  . 阿里山森林鐵路的故事. 2008-09-24  [2012-12-02]. （原始内容存档于2019-08-06）.
61. ↑  . 行政院農委會林務局.   [2012-12-02]. （原始内容存档于2015-09-24）.
62. ↑  . 行政院農委會林務局嘉義林管處.   [2012-12-02]. （原始内容存档于2013-10-17）.
63. ↑  . 2006-04-21  [2012-12-02]. （原始内容存档于2021-04-26）.
64. ↑  . 行政院農委會林務局嘉義林管處.   [2012-12-02]. （原始内容存档于2013-10-17）.
65. ↑  . Tenrivers的影像記事. 2007-12-23  [2012-12-02]. （原始内容存档于2021-02-25）.
66. ↑  . 2006-07-17  [2017-02-15]. （原始内容存档于2006-07-17）.
67. ↑  . 阿里山森林鐵路的故事. 2008-09-24  [2012-12-02]. （原始内容存档于2019-09-29）.
68. ↑  . 阿里山森林鐵路的故事. 2008-09-24  [2012-12-02]. （原始内容存档于2019-09-24）.
69. ↑  . 阿里山森林鐵路的故事. 2008-09-24  [2012-12-02]. （原始内容存档于2019-09-29）.
70. ↑  . 台灣環境資訊協會-環境資訊中心. 2007-08-02  [2012-12-02]. （原始内容存档于2020-06-24）.
71. ↑  . 2002-08-17  [2012-12-02]. （原始内容存档于2009-02-10）.
72. ↑  . 阿里山森林鐵路管理處. （原始内容存档于2015-12-08）.
73. ↑   (PDF). 行政院農委會林務局. 2012-08-01  [2014-03-28]. （原始内容 (PDF)存档于2015-09-24） （中文）.
74. ↑  . 行政院農委會林務局嘉義林管處. 2014-01-27  [2014-01-28]. （原始内容存档于2014-04-01） （中文）.
75. ↑  . 行政院農委會林務局嘉義林管處. 2013-08-27  [2014-03-27]. （原始内容存档于2016-05-04） （中文）.
76. ↑  . 行政院農委會林務局嘉義林管處. 2014-03-27  [2014-03-27]. （原始内容存档于2014-04-01） （中文）.
77. ↑   (PDF). 行政院農委會林務局. 2015-08-11  [2015-08-19]. （原始内容 (PDF)存档于2015-09-24） （中文）.
78. ↑  . 中央通訊社. 2014-12-28  [2014-12-29]. （原始内容存档于2014-12-28） （中文）.
79. ↑  . 中央廣播電臺. 2015-09-17  [2015-09-17]. （原始内容存档于2015年9月27日） （中文）.
80. ↑  . 林務局嘉義林管處. 2015-10-03  [2015-10-06]. （原始内容存档于2015-10-06） （中文）.
81. ↑  . 阿里山森林鐵路的故事. 2008-09-24  [2012-12-02]. （原始内容存档于2019-08-06）.
82. ↑  . 金氏世界紀錄.   [2024-06-02]. （原始内容存档于2024-06-02）.
83. ↑  . 阿里山森林鐵路的故事. 2008-09-24  [2012-12-02]. （原始内容存档于2019-09-24）.
84. ↑  . 阿里山森林鐵路的故事. 2008-09-24  [2012-12-02]. （原始内容存档于2019-08-11）.
85. ↑  . 阿里山森林鐵路的故事. 2008-09-24  [2012-12-02]. （原始内容存档于2019-08-07）.
86. 1 2   (PDF). 行政院農委會林務局. 2006-06-01  [2012-12-02]. （原始内容 (PDF)存档于2015-09-24） （中文）.
87. ↑  . 台灣環境資訊協會-環境資訊中心. 2008-11-21  [2012-12-02]. （原始内容存档于2019-05-03） （中文）.
88. ↑  . 2007-10-07  [2012-12-02]. （原始内容存档于2019-05-02） （中文）.
89. 1 2  中華民國農業部. . 政府資料開放平台. 2021-01-15  [2024-11-24]. （原始内容存档于2024-11-24） （中文（臺灣））.
90. 1 2 3 4  蘇昭旭. . 阿里山森林鐵路的故事. 2008-09-24  [2016-12-12]. （原始内容存档于2016-12-17）.
91. ↑  自由時報電子報. . 自由時報電子報. 2023-02-14  [2023-07-05]. （原始内容存档于2023-07-05） （中文（臺灣））.
92. ↑  . 行政院農業委員會林務局阿里山林業鐵路及文化資產管理處.   [2019-04-02]. （原始内容存档于2019-05-03） （中文（臺灣））.
93. ↑  吳明翰.  初版. 阿里山林業鐵路及文化資產管理處. : 172–173. ISBN 9786267454251.
94. 1 2  .   [2018-07-17]. （原始内容存档于2021-01-25）.
95. ↑  . 阿里山森林鐵路的故事. 2008-09-24  [2012-12-02]. （原始内容存档于2019-09-24）.
96. ↑  .   [2021-01-21]. （原始内容存档于2017-05-04）.
97. 1 2  . 中時新聞網.   [2022-12-08]. （原始内容存档于2022-12-08）.
98. ↑  . 阿里山森林鐵路的故事. 2008-09-24  [2012-12-02]. （原始内容存档于2019-09-23）.
99. 1 2  蘇昭旭. . . 行政院農業委員會林務局阿里山林業鐵路及文化資產管理處. 2022-09. ISBN 978-626-7110-04-1 （中文（臺灣））.
100. ↑  魯永明. . 聯合報. 2022-02-12  [2024-12-12] （中文（臺灣））.
101. ↑  . 漫步在雲端的阿里山～Alishan Web.   [2018-11-13]. （原始内容存档于2010-02-06） （中文（臺灣））.
102. ↑  營林彙報，昭和7年10月8日，台灣總督府營林所
103. ↑  Wayne Su. . 痞客邦. 2012-03-09. （原始内容存档于2020-11-03） （中文（臺灣））.
104. ↑  . afrch.forest.gov.tw.   [2021-08-13]. （原始内容存档于2021-10-08） （中文（臺灣））.
105. ↑  . 阿里山森林鐵路的故事. 2008-09-24  [2012-12-02]. （原始内容存档于2019-09-24）.
106. ↑  . 阿里山林業鐵路及文化資產管理處.   [2023-02-24]. （原始内容存档于2023-03-19）.
107. ↑  . 自由電子報. 2001-12-24  [2012-12-02]. （原始内容存档于2013-03-14）.
108. ↑  . 自由電子報. 2003-03-03  [2012-12-02]. （原始内容存档于2004-09-07）.
109. ↑  . BBC中文網. 2003-03-01  [2012-12-02]. （原始内容存档于2016-03-07）.
110. ↑  . TVBS. 2003-03-02  [2012-12-02]. （原始内容存档于2019-05-03）.
111. ↑  . 海峽資訊網. 2011-04-28  [2012-12-02].[永久]
112. ↑  . 自由電子報. 2011-05-03  [2012-12-02]. （原始内容存档于2012-10-16）.
113. ↑  . 今日新聞網. 2012-01-20  [2012-12-02]. （原始内容存档于2012-09-05）.
114. ↑  . 行政院農委會林務局. 2011-04-28. （原始内容存档于2020-08-03）.
115. ↑  . 行政院農委會林務局. 2011-04-27  [2020-08-04]. （原始内容存档于2020-08-03）.
116. 1 2  . 新浪（轉自华西都市报）. 2011-04-28. （原始内容存档于2020-08-03）.
117. ↑  陈斌华,查文晔,颜昊. . 新浪網（新華社通稿）. 2011-04-28. （原始内容存档于2011-05-02）.
118. ↑  （醫院公布具體傷勢）李撷璎、苏泰安. . 大纪元時報. 2011-04-27. （原始内容存档于2020-08-04）.
119. ↑  （早期死難名單，總數5人無誤，但誤報了廣東團的死亡名單，又漏報了山東團名單）路梅. . 中国新闻网. 2011-04-27  [2020-08-04]. （原始内容存档于2020-02-07）.
120. ↑  （鳳凰網圖輯）. 2011-04-28  [2020-08-04]. （原始内容存档于2020-08-04）.
121. ↑  李薇,陈梦婕. . 騰訊網（轉自海峡都市报）. 2011-04-28  [2020-08-04]. （原始内容存档于2011-04-30）.
122. ↑  . 中國台灣網. 2011-05-03. （原始内容存档于2011-05-06）.
123. ↑  . 新浪（轉自新快报）. 2011-05-05  [2020-08-04]. （原始内容存档于2020-08-04）.
124. ↑  （圖）连茂名. . 大眾網（轉自青島半岛都市报. 2011-04-28  [2020-08-04]. （原始内容存档于2011-05-02）.
125. ↑  李擷瓔. . 大紀元時報. 2011-05-03  [2020-08-04]. （原始内容存档于2020-08-04）.
126. ↑  人民網專題. 人民網.   [2020-08-04]. （原始内容存档于2012-05-17）.
127. ↑  . 自由時報. 2018-01-23  [2018-08-29]. （原始内容存档于2019-05-02）.
128. ↑  . 自由時報. 2018-02-15  [2018-08-29]. （原始内容存档于2019-05-03）.
129. ↑  . 自由時報. 2018-02-25  [2018-08-29]. （原始内容存档于2019-05-02）.
130. ↑  . 自由時報. 2018-03-10  [2018-08-29]. （原始内容存档于2019-05-02）.
131. ↑  . 新頭殼newtalk. 2018-06-26  [2019-04-02]. （原始内容存档于2021-05-19）.

書籍
1. 1 2 3 4 5 6 7 8 9   蘇昭旭. . 台北: 人人出版. 2001-05-25. ISBN 978-957-3088-59-2 （中文（臺灣））.
2. 1 2 3 4 5 6 7 8 9 10   洪致文. . 台北: 時報出版. 1994-03-25. ISBN 957-130-9826 （中文（臺灣））.
3. 1 2 3 4 5 6 7   蘇昭旭. . 台北: 人人出版. 2009-02-10. ISBN 9789867112972 （中文（臺灣））.
4. ↑   蘇昭旭. . 嘉義縣: 嘉義縣政府. 2010-12-31. ISBN 9789860268812 （中文（臺灣））.
5. ↑   櫻井寬. . 台北: 三悅文化. 2008-04-18. ISBN 9789575267445 （中文（臺灣））.
6. 1 2   楊鵬飛. . 台北市: 正中書局. 1999. ISBN 9579736464 （中文（臺灣））.
7. 1 2 3 4 5 6 7 8 9 10 11 12 13   蘇昭旭. . 台北: 人人出版. 2001-05-25. ISBN 957304000X （中文（臺灣））.

### 來源列表
- 蘇昭旭. . 台北: 人人出版. 2006-09-26. ISBN 9867112199 （中文（臺灣））.
- 蘇昭旭. . 台北: 人人出版. 2006-02-15. ISBN 9867112067 （中文（臺灣））.

## 外部連結
- 阿里山林業鐵路及文化資產管理處（繁體中文） （页面存档备份，存于）
- 阿里山林業鐵路及文化資產管理處的Facebook專頁（繁體中文）
- YouTube上的阿里山林業鐵路及文化資產管理處 AFRCHO頻道（繁體中文）
- 阿里山林業鐵路 - 台灣山林悠遊網 （繁體中文） （页面存档备份，存于）
- 阿里山森林鐵路 - 中華民國交通部觀光署（繁體中文） （页面存档备份，存于）
- 阿里山森林鐵路車庫園區 - 中華民國交通部觀光署 （繁體中文） （页面存档备份，存于）